# 철도 운송의 역사

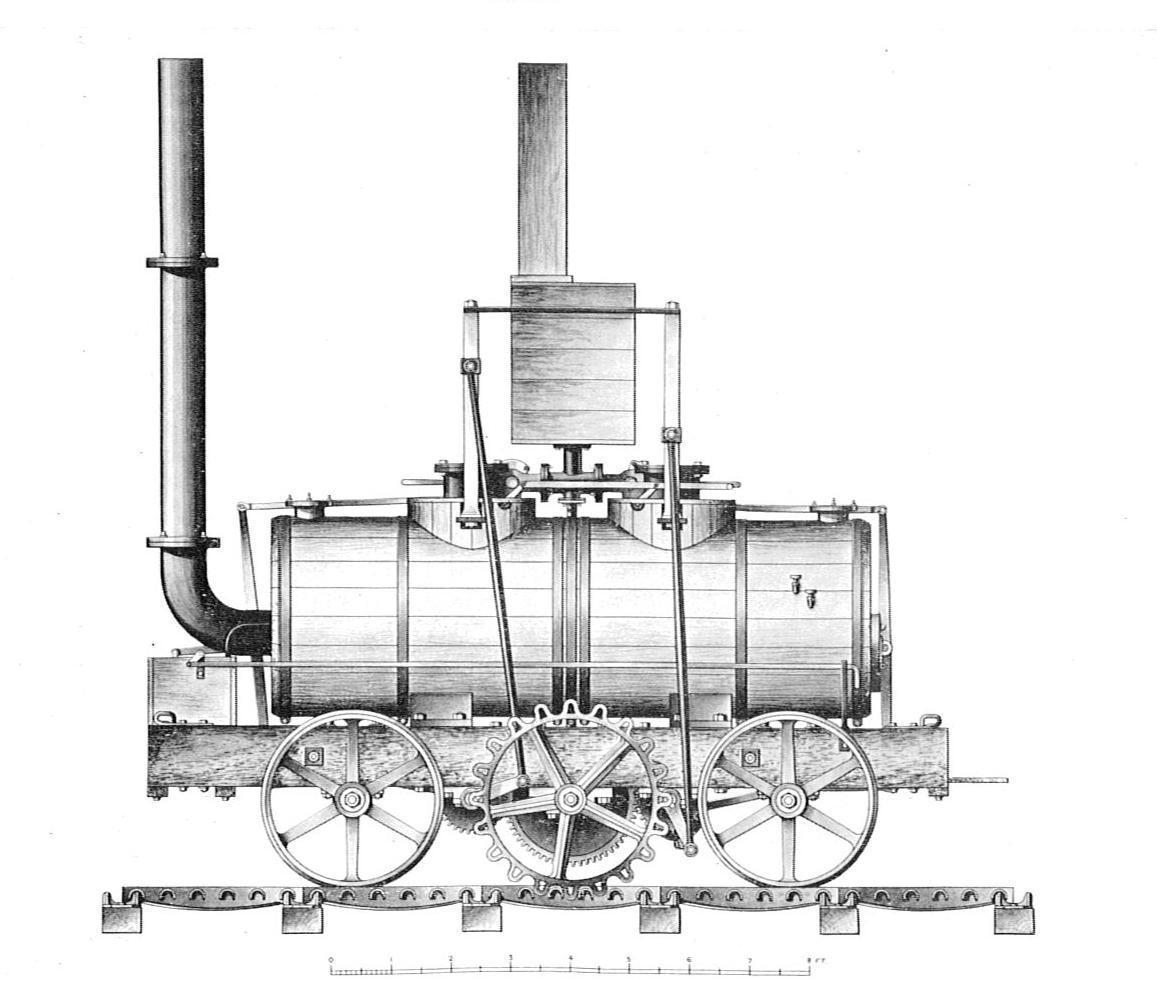
영국의 살라망카 기관차, 1812년

철도 운송의 역사는 공통 시대가 시작되기 전부터 시작되었다. 이는 사용된 선로 재료 및 동력의 주요 수단에 따라 여러 별개의 시기로 나눌 수 있다.

## 고대 시스템
서머싯주 레벨스의 브루강 계곡에 있는 선사시대의 둑길인 포스트 트랙은 가장 오래된 것으로 알려진 건설된 선로 중 하나이며 기원전 약 3838년으로 거슬러 올라간다. 이는 같은 지역의 스위트 트랙보다 약 30년 더 오래되었다. 다양한 구간이 예정 기념물로 지정되었다.
증거에 따르면 기원전 약 600년부터 그리스 코린토스 지협을 가로질러 배를 운반하던 6-to-8.5-킬로미터  길이의 (3.7 to 5.3 mi) 디오르코스 포장 선로가 존재했다. 사람과 동물에 의해 끌리는 바퀴 달린 차량은 석회암의 홈을 따라 움직였으며, 이는 선로 요소를 제공하여 마차가 의도된 경로를 벗어나지 않도록 했다. 디오르코스는 최소 기원후 1세기까지 650년 이상 사용되었다. 포장된 선로는 이후 로마 이집트에서도 건설되었다.

## 증기 이전

### 목재 레일 도입

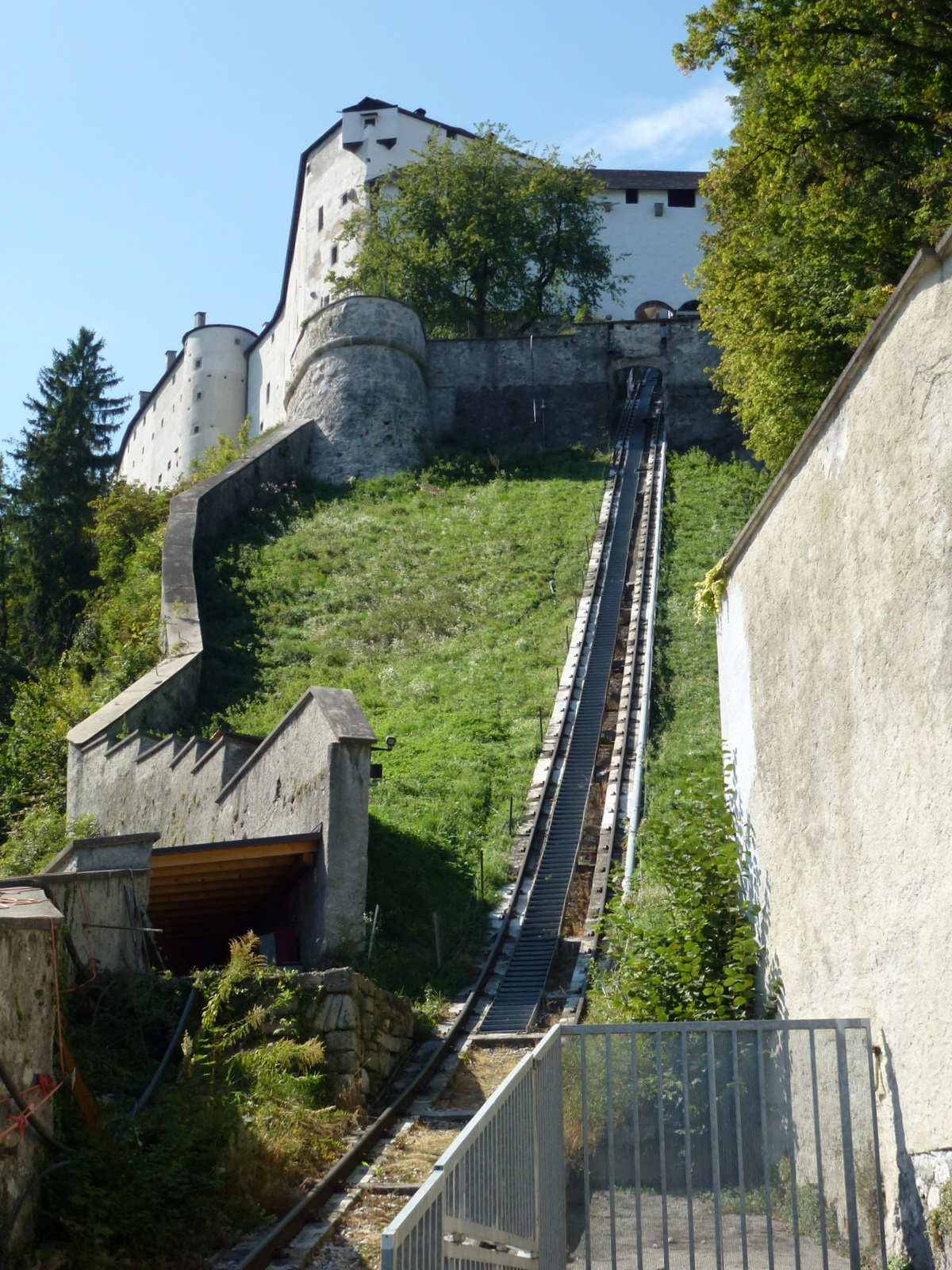
잘츠부르크의 라이슈추크, 오늘날의 모습

1515년, 마테우스 랑 추기경은 오스트리아 호엔잘츠부르크성의 푸니쿨라 철도인 라이슈추크에 대한 설명을 썼다. 이 노선은 원래 목재 레일과 삼 견인 로프를 사용했으며, 답차를 통해 사람이나 동물의 힘으로 운영되었다. 이 노선은 오늘날에도 업데이트된 형태로 존재하며 운영되고 있다. 이는 가장 오래 운영 중인 철도일 수 있다.

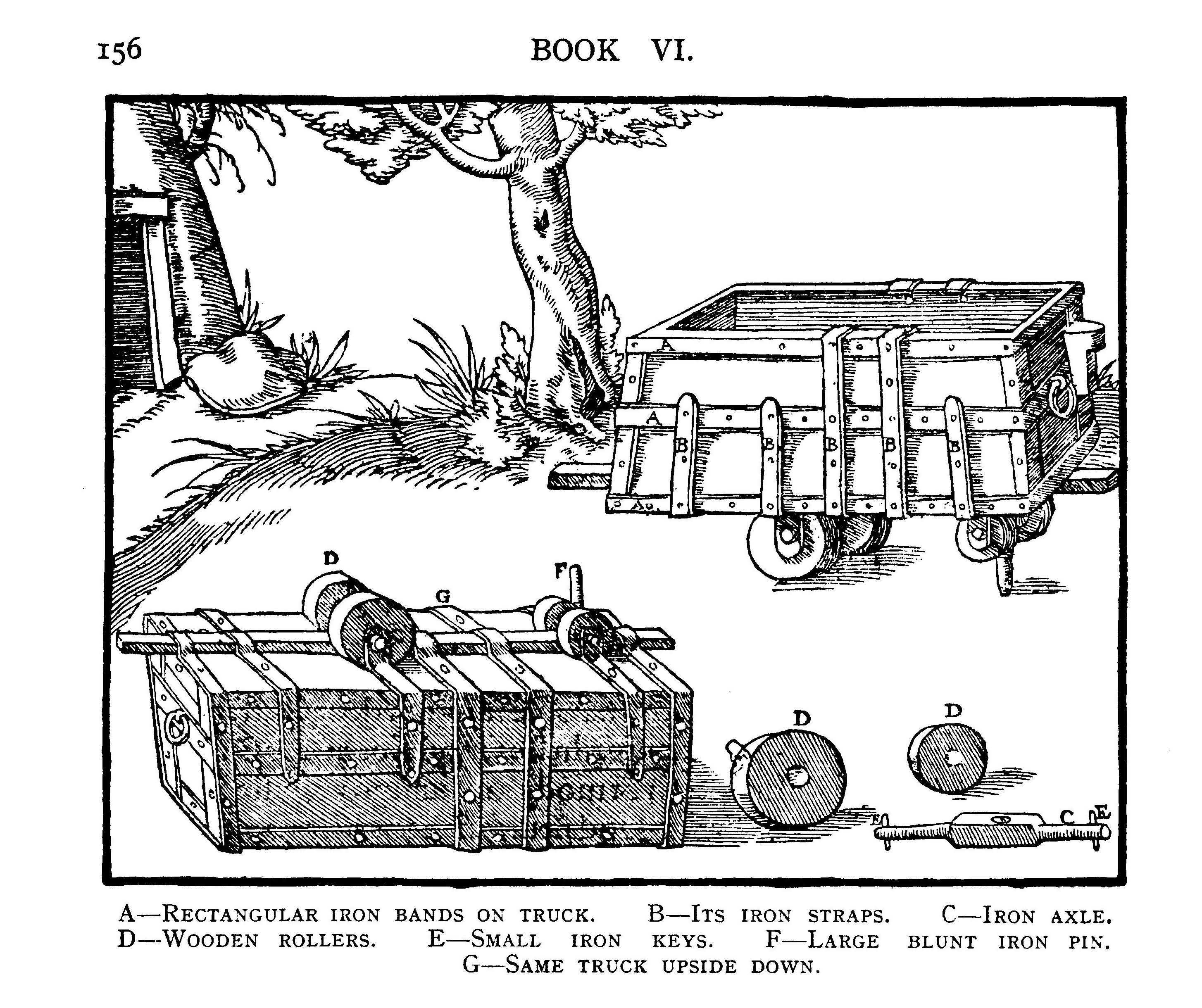
광차가 그려진 《데 레 메탈리카》(1556년). 가이드 핀은 두 개의 나무 판자 사이의 홈에 맞는다.

목재 레일과 말이 끄는 수송마차철도(트램웨이)는 1550년대에 광석 운반을 용이하게 하기 위해 사용되었던 것으로 알려져 있다. 이들은 곧 유럽에서 인기를 얻었으며, 그 운영의 예는 게오르기우스 아그리콜라가 1556년 저서 《데 레 메탈리카》에 실었다(그림 참조). 이 노선은 플랜지가 없는 바퀴가 목재 판 위에서 움직이는 "훈트" 카트를 사용했으며, 트럭에 수직 핀이 판자 사이의 틈에 들어가 올바른 방향으로 나아가도록 했다. 광부들은 이 수송마차철도가 궤도에서 내는 소리 때문에 "훈데"(개라는 뜻)라고 불렀다. 16세기 중앙 유럽의 수송마차철도에 대한 많은 언급이 있다.
수송마차철도는 1560년대에 컬드벡의 독일 광부들에 의해 영국에 도입되었을 수 있다. 리버풀 근처 프레스콧에는 1600년경, 아마도 1594년에 수송마차철도가 건설되었다. 필립 레이튼이 소유한 이 노선은 프레스콧 홀 근처의 탄광에서 약 0.5마일 떨어진 종점까지 석탄을 운반했다. 슈롭셔주 브로슬리에는 1604년 이전에 푸니쿨라 철도가 건설되었다. 이는 제임스 클리포드의 광산에서 세번강으로 석탄을 운반하여 바지선에 싣고 강변 마을로 운반하는 데 사용되었다. 헌팅던 뷰몬트가 1604년에 완공한 울래턴 수송마차철도는 때때로 가장 초기 영국 철도로 잘못 인용되기도 한다. 이는 스트렐리에서 노팅엄 근처 울래턴까지 운행했다.
1758년에 건설된 리즈의 미들턴 철도는 이후 업그레이드된 형태이기는 하지만 (푸니쿨라를 제외하고) 세계에서 가장 오래 운영되는 철도가 되었다. 1764년, 미국 최초의 철도가 뉴욕주 루이스턴에 건설되었다.

### 금속 레일 도입

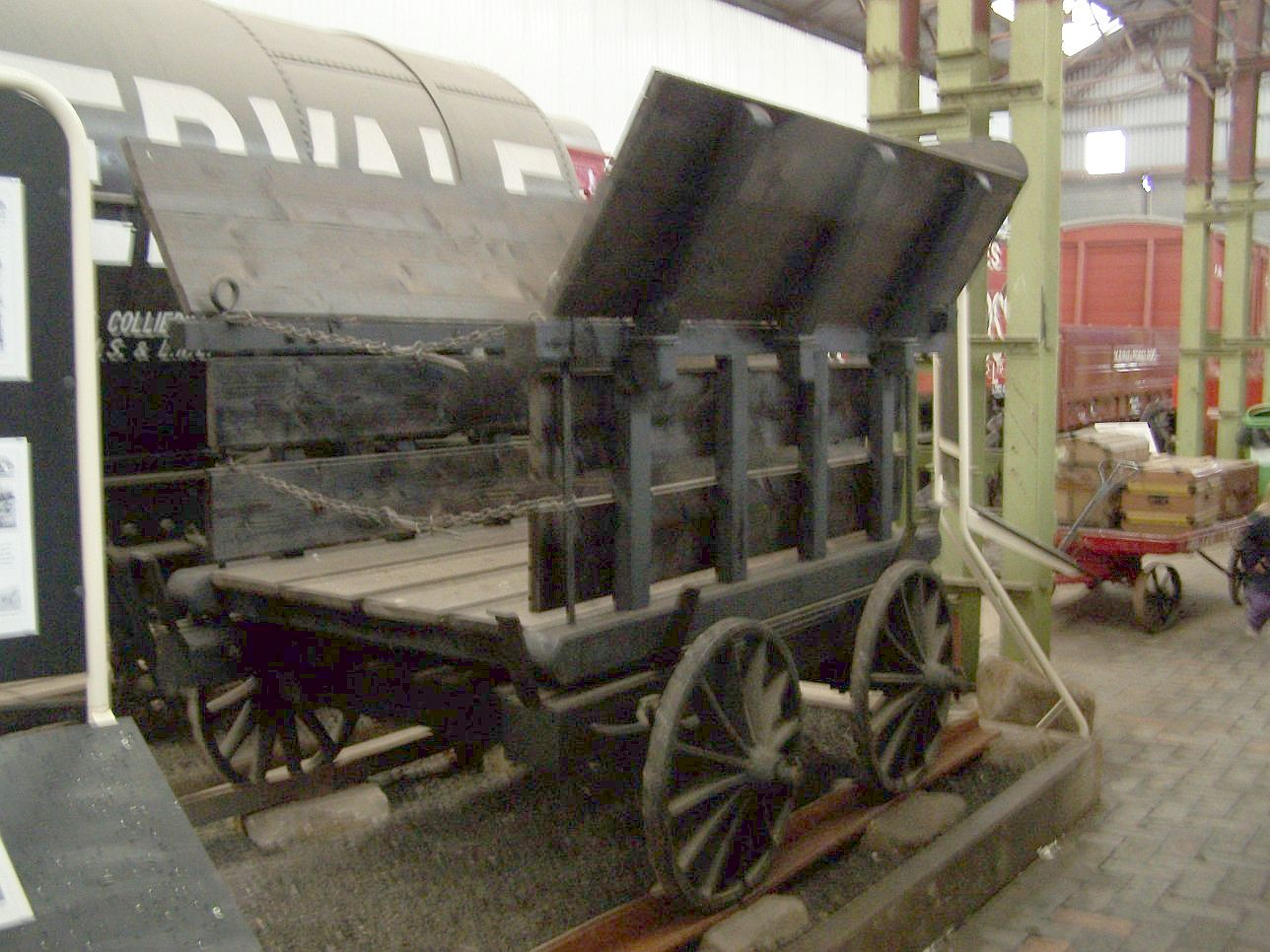
"리틀 이턴 트램웨이" 마차의 복제품. 선로는 플레이트웨이이다.

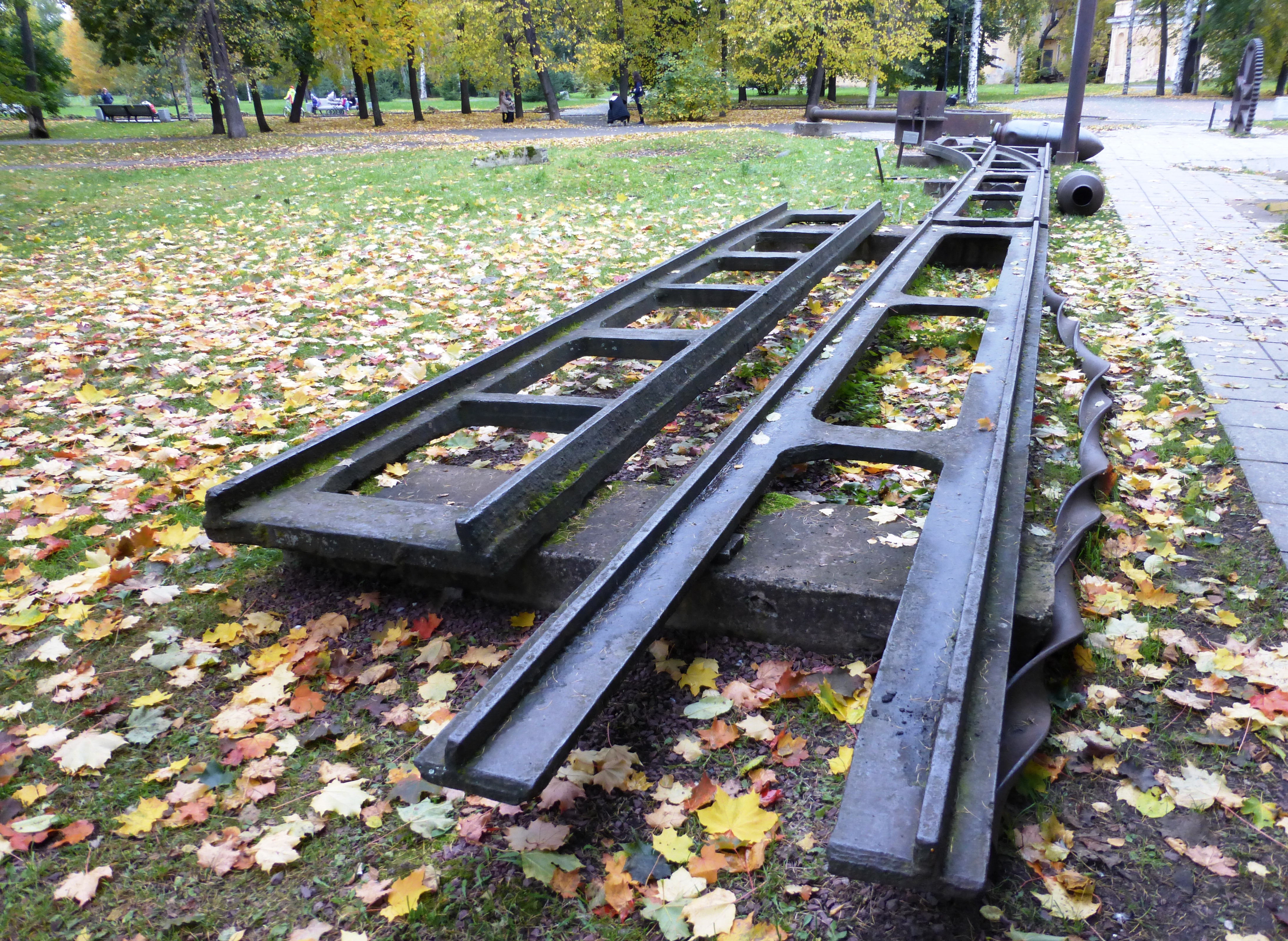
알렉산드로프스키 공장 철도의 주철 레일. 1788년.

용광로에 공기를 공급하는 데 증기 기관을 도입하면서 1750년대 중반 이후 영국 철 생산량이 크게 증가했다.:123–25
1760년대 후반, 콜브룩데일 회사는 목재 레일의 상단 표면에 무쇠 판을 고정하기 시작했는데, 이는 내구성과 하중 지지 능력을 높였다. 처음에는 벌룬 루프만 마차를 돌리는 데 사용될 수 있었지만, 나중에는 대피선을 만들 수 있는 가동 분기가 도입되었다.
플랜지가 없는 바퀴가 L자형 금속판 위에서 달리는 시스템이 도입되었으며 –  이는 플레이트웨이로 알려지게 되었다. 셰필드 탄광 관리자인 존 커는 1787년에 이 플랜지 레일을 발명했지만, 정확한 날짜는 논란의 여지가 있다. 플레이트 레일은 벤저민 아웃트람이 자신의 운하에 사용되는 수송마차철도에 채택하여 자신의 버터리 철공소에서 생산했다. 1803년, 윌리엄 제솝은 서리 철도를 개통했는데, 이는 이중 트랙 플레이트웨이로, 때때로 세계 최초의 공공 철도로 잘못 인용되기도 한다.
1789년, 윌리엄 제솝은 레스터셔주 러프버러의 차른우드 삼림 운하 확장 공사를 위해 모든 철로 된 에지 레일과 플랜지 바퀴를 도입했다. 1790년, 제솝과 그의 파트너 아웃트람은 에지 레일을 제조하기 시작했다. 제솝은 1790년에 버터리 컴퍼니의 파트너가 되었다. 최초의 공공 에지웨이(따라서 최초의 공공 철도)는 1796년의 레이크 록 철도였다. 이 노선의 주요 목적은 석탄 운반이었지만, 승객도 운반했다.
철도 건설의 이 두 가지 시스템, 즉 "L" 플레이트 레일과 매끄러운 에지 레일은 19세기 초까지 나란히 존재했다. 플랜지 바퀴와 에지 레일은 결국 우수성을 입증하여 철도의 표준이 되었다.

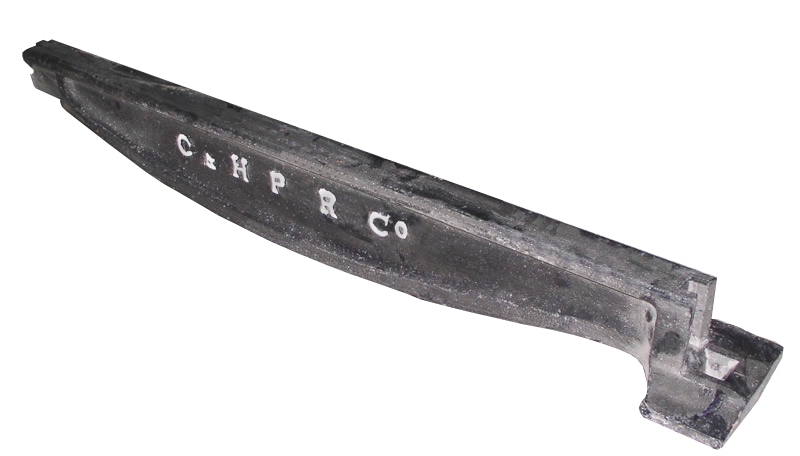
버터리 컴퍼니 철공소에서 크롬포드 하이 피크 철도 (1831년)를 위해 아웃트람이 제조한 주철 물고기 배형 에지 레일. 이것들은 플랜지 바퀴를 위한 매끄러운 에지 레일이다.

주철은 레일 재료로 만족스럽지 못했는데, 취약하여 무거운 하중을 견디지 못하고 부러졌기 때문이다. 존 버킨쇼가 1820년에 발명한 연철 레일은 이러한 문제를 해결했다. 연철은 파괴되기 전에 상당한 변형을 견딜 수 있는 연성 재료였기 때문에 철도 레일에 더 적합했다. 그러나 헨리 코트가 1784년에 퍼들링법을 특허내기 전까지는 연철을 생산하는 데 비용이 많이 들었다. 1783년에 코트는 압연 공정도 특허냈는데, 이는 망치질보다 철을 굳히고 모양을 만드는 데 15배 더 빨랐다. 이러한 공정들은 철 및 철도 레일 생산 비용을 크게 낮췄다. 철 생산의 다음 중요한 발전은 제임스 뷰몬트 닐슨이 개발한 고온풍이었다(1828년 특허). 이는 선철 생산에 필요한 코크스 또는 숯의 양을 상당히 줄였다. 연철은 슬래그나 드로스를 함유한 부드러운 재료였다. 부드러움과 드로스 때문에 연철 레일은 변형되고 박리되는 경향이 있었고, 일반적으로 사용 기간이 10년 미만이었으며, 교통량이 많을 때는 1년밖에 지속되지 않는 경우도 있었다. 이러한 철 생산의 모든 발전은 결국 복합 목재/철 레일을 우수한 전철 레일로 대체하는 데 기여했다.
베서머 법의 도입으로 강철을 저렴하게 생산할 수 있게 되면서 1860년대 후반에 시작된 철도 확장의 시대가 열렸다. 강철 레일은 철보다 몇 배 더 오래 지속되었다. 강철 레일은 더 무거운 기관차를 가능하게 하여 더 긴 열차를 허용하고 철도의 생산성을 향상시켰다. 베서머 공정은 강철에 질소를 도입하여 강철이 시간이 지남에 따라 부서지기 쉽게 만들었다. 평로는 19세기 말에 베서머 공정을 대체하기 시작하여 강철의 품질을 향상시키고 비용을 더욱 절감했다. 강철은 레일에서 철의 사용을 완전히 대체하여 모든 철도의 표준이 되었다. 오지유크셀에 따르면, 레일은 철강 산업 확장의 주요 시발점 중 하나였다. 1907년에는 전 세계적으로 60만 명이 철도 산업에 종사했다.

## 증기 동력 도입
스코틀랜드의 발명가이자 기계 기술자인 제임스 와트는 토머스 뉴커먼의 증기기관을 크게 개선했는데, 당시 증기기관은 광산에서 물을 퍼내는 데 사용되었다. 와트는 1769년에 바퀴를 동력화할 수 있는 왕복 기관을 개발했다. 와트 엔진은 방직 공장과 다양한 기계에 동력을 공급했지만, 큰 정지형 기관이었다. 보일러 기술의 상태로 인해 실린더 내부의 진공 상태에서 낮은 압력의 증기를 사용해야 했으며, 이는 별도의 복수기와 에어펌프가 필요했기 때문에 달리 사용할 수 없었다. 그럼에도 불구하고 보일러 건설이 개선됨에 따라 와트는 피스톤에 직접 작용하는 고압 증기의 사용을 연구했다. 이는 더 작은 엔진의 가능성을 높였고, 차량에 동력을 공급하는 데 사용될 수 있었으며, 그는 1784년에 증기 기관차 설계에 대한 특허를 냈다. 그의 직원인 윌리엄 머독은 같은 해에 자체 추진 증기 마차의 작동 모델을 제작했다.

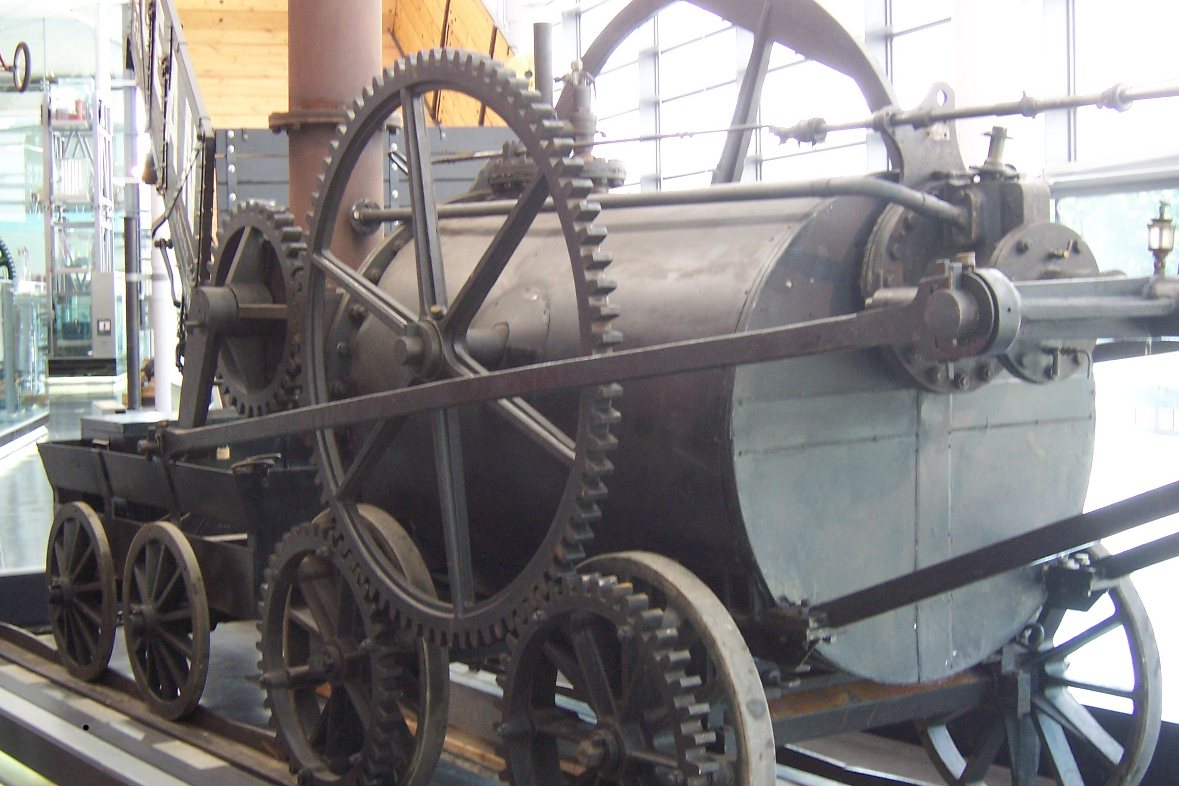
내셔널 워터프론트 박물관, 스완지

최초의 실제 작동하는 증기 기관차는 1804년 콘월주에서 태어난 영국의 엔지니어 리처드 트레비식이 영국에서 제작했다. 이는 고압 증기를 사용하여 단일 동력 행정으로 엔진을 구동했다. 동력 전달 시스템은 큰 플라이휠을 사용하여 피스톤 로드의 동작을 평탄화했다. 1804년 2월 21일, 세계 최초의 증기 동력 철도 여행이 이루어졌는데, 트레비식의 이름 없는 증기 기관차가 사우스 웨일스 머서티드빌 근처의 페니더런 철공소 트램웨이를 따라 열차를 견인했다. 트레비식은 나중에 런던 블룸즈버리의 원형 철도 트랙에서 작동하는 기관차 캐치 미 후 캔을 시연했지만, 그의 엔진이 당시 사용되던 주철 플레이트웨이 트랙에 너무 무거웠기 때문에 철도 기관차로서는 실험 단계를 넘어서지 못했다.
최초의 상업적으로 성공적인 증기 기관차는 1812년 리즈의 미들턴 철도를 위해 제작된 매슈 머리의 랙 기관차 살라망카였다. 이 쌍둥이 실린더 기관차는 에지 레일 선로를 파괴할 만큼 무겁지 않았고, 레일 한쪽에 주조된 톱니를 사용하는 톱니바퀴를 통해 점착력 문제를 해결했다. 따라서 이는 최초의 랙식 철도이기도 했다.
이어서 1813년에는 와일램 석탄 철도를 위해 크리스토퍼 블래켓과 윌리엄 헤들리가 제작한 기관차 퍼핑 빌리가 등장했는데, 이는 오직 점착력으로만 달리는 최초의 성공적인 기관차였다. 이는 여러 바퀴 사이에 무게를 분산함으로써 달성되었다. 퍼핑 빌리는 현재 런던 과학 박물관에 전시되어 있으며, 현존하는 가장 오래된 기관차이다.

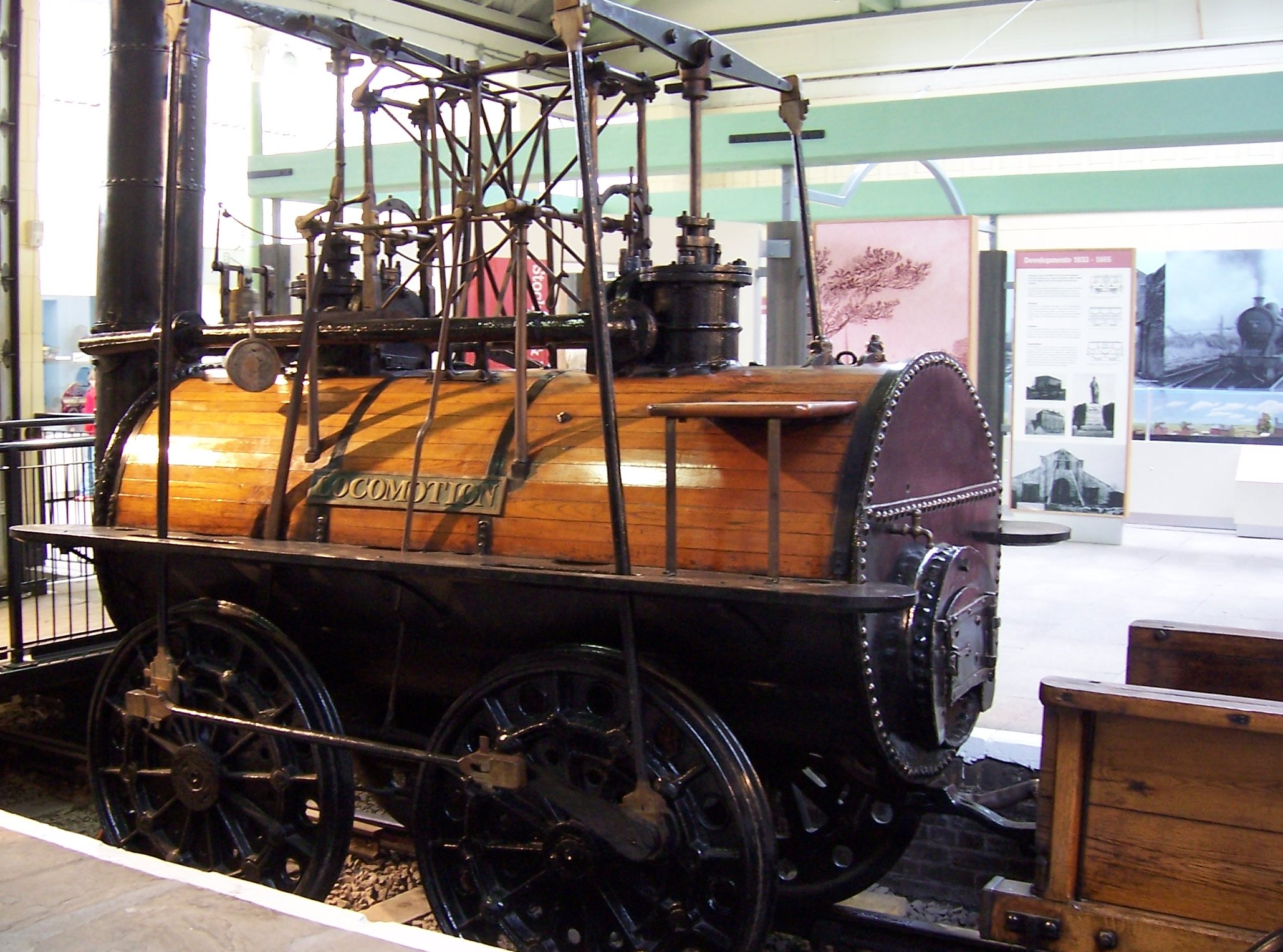
달링턴 철도 센터 및 박물관의 로코모션

1814년, 조지 스티븐슨은 트레비식, 머레이, 헤들리의 초기 기관차에서 영감을 받아 자신이 일하던 킬링워스 탄광의 관리자를 설득하여 증기기관을 동력으로 하는 기계를 만들 수 있도록 허락을 받았다. 스티븐슨은 증기 기관차의 개발과 광범위한 채택에 중추적인 역할을 했다. 그의 설계는 초기 선구자들의 작업을 상당히 개선했다. 그는 블뤼허 기관차를 제작했는데, 이 역시 성공적인 플랜지 바퀴 점착 기관차였다. 1825년, 그는 잉글랜드 북동부의 스톡턴-달링턴 철도를 위해 기관차 로코모션을 제작했는데, 이는 세계 최초의 공공 증기 철도가 되었지만, 다른 운행에서는 말과 증기 동력을 모두 사용했다. 1829년, 그는 기관차 로켓을 제작하여 레인힐 트라이얼에 참가하여 우승했다. 이러한 성공으로 스티븐슨은 영국과 아일랜드, 미국, 그리고 유럽 대부분 지역의 철도 증기 기관차의 저명한 제작사로 그의 회사를 설립하게 되었다.:24–30 모든 구간에서 증기 기관차만 사용한 최초의 공공 철도는 1830년에 건설된 리버풀-맨체스터 철도였다.
증기 동력은 1세기 이상 전 세계 철도에서 지배적인 동력 시스템으로 남아 있었다.

## 전기 동력 도입
최초로 알려진 전기 기관차는 1837년 스코틀랜드 애버딘의 화학자 로버트 데이비슨이 제작했으며, 갈바니 전지(배터리)로 구동되었다. 따라서 이는 또한 가장 초기 배터리 전기 기관차였다. 데이비슨은 나중에 갈바니라는 더 큰 기관차를 제작하여 1841년 왕립 스코틀랜드 예술 학회 전시회에 전시했다. 7톤짜리 차량에는 두 개의 직접 구동 자기 저항 전동기가 있었는데, 고정된 전자석이 각 차축의 나무 실린더에 부착된 철제 막대에 작용하고 간단한 정류자가 있었다. 이 기관차는 6톤의 하중을 one and a half 마일 (2.4 킬로미터) 거리에서 시속 4마일(시속 6km)로 견인했다. 이 기관차는 다음 해 9월 에든버러-글래스고 철도에서 시험되었지만, 배터리의 제한된 전력으로 인해 일반적인 사용은 불가능했다. 이 기관차는 일자리 상실을 위협으로 여긴 철도 노동자들에 의해 파괴되었다.
철도 전철화에 대한 초기 실험은 우크라이나 엔지니어 표도르 피로츠키에 의해 수행되었다. 1875년, 그는 세스트로레츠크와 벨로오스트로프 사이의 밀러 선에서 전기로 구동되는 철도 차량을 운행했다. 1880년 9월, 피로츠키는 상트페테르부르크에서 2층 마차철도를 개조한 전차를 운행했다. 피로츠키의 전차 프로젝트는 더 이상 진행되지 않았지만, 그의 실험과 이 분야에서의 작업은 전 세계적으로 전기 전차에 대한 관심을 자극했다. 칼 폰 지멘스는 피로츠키를 만나 그의 작업 전시를 신중하게 연구했다. 지멘스 형제(칼과 베르너)는 곧 1881년에 자신들의 설계로 된 전기 전차를 상업적으로 생산하기 시작했다.

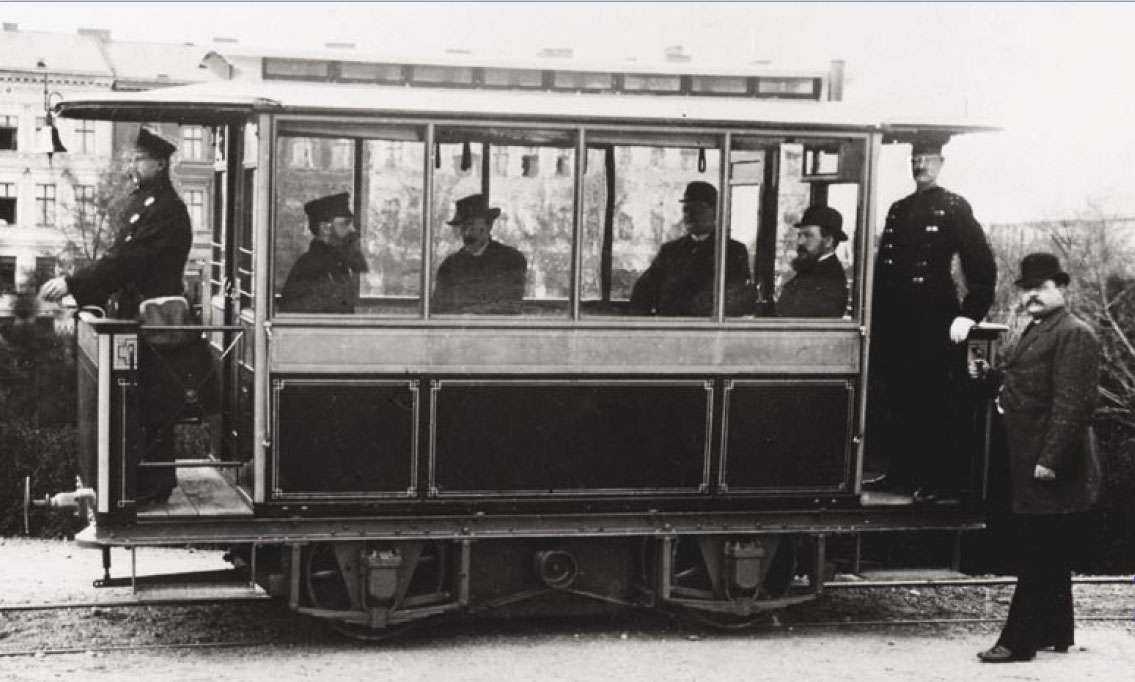
리히터펠데 트램, 1882년

베르너 폰 지멘스는 1879년 베를린에서 전기 철도를 시연했다. 세계 최초의 전기 전차 노선 중 하나인 그로스-리히터펠데 트램웨이는 1881년 독일 베를린 근처의 리히터펠데에서 개통되었다. 이 노선은 지멘스가 건설했다. 전차는 운행 레일에서 공급되는 180볼트 직류로 운행했다. 1891년에는 선로에 가공 전차선이 설치되었고, 노선은 베를린 리히터펠데 베스트역까지 연장되었다. 볼크 전기 철도는 1883년 잉글랜드 브라이턴에서 개통되었다. 이 철도는 여전히 운영 중이며, 따라서 세계에서 가장 오래 운영되는 전기 철도이다. 또한 1883년에는 오스트리아 빈 근처에 뫼들링-힌터브륄 트램이 개통되었다. 이는 가공 전차선에서 전력을 공급받는 세계 최초의 정규 운행 전차 노선이었다. 5년 후, 미국에서는 1888년 리치먼드 유니온 여객 철도에서 프랭크 J. 스프라그가 설계한 장비를 사용하여 전기 트롤리가 개척되었다.

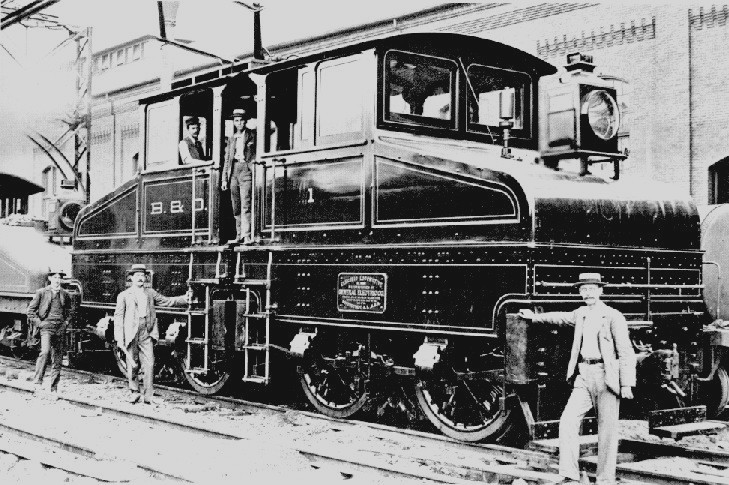
볼티모어 & 오하이오 전기 기관차

주요 노선에 전철화가 최초로 사용된 것은 1895년 볼티모어-오하이오 철도 (B&O)의 볼티모어 벨트라인의 4마일 구간에서였다. 이 구간은 볼티모어 도심 외곽의 일련의 터널을 통해 B&O의 주요 부분을 뉴욕으로 향하는 새 노선과 연결했다.
스프라그가 1897년에 다중 제어 시스템을 발명하면서 전기는 지하철의 동력원으로 빠르게 선호되었다. 1900년대 초까지 대부분의 노면 전차는 전철화되었다.
최초의 실용적인 교류 전기 기관차는 샤를스 브라운이 설계했으며, 당시 취리히의 욀리콘 공작소에서 근무하고 있었다. 1891년, 브라운은 라우펜 암 네카르의 수력 발전소와 프랑크푸르트 암 마인 베스트 사이 280km 거리에 3상전력을 사용하여 장거리 전력 전송을 시연했다. 장 하일만과 증기-전기 기관차 설계 작업을 하면서 얻은 경험을 바탕으로 브라운은 3상 모터가 직류 모터보다 출력 대 중량비가 높고, 정류자가 없기 때문에 제조 및 유지보수가 더 간단하다는 것을 관찰했다. 그러나 당시 직류 모터보다 훨씬 크고 차체 아래 대차에 장착할 수 없었으며, 기관차 본체 내부에만 장착할 수 있었다.
1894년, 헝가리 엔지니어 컨도 칼만은 전기 기관차용으로 새로운 유형의 3상 비동기 전기 구동 모터 및 발전기를 개발했다. 칸도의 초기 1894년 설계는 1896년에서 1898년 사이에 건설된 에비앙레뱅(프랑스)의 짧은 3상 교류 전차에 처음 적용되었다.
1896년, 욀리콘은 루가노 트램웨이에 이 시스템의 첫 상업적 사례를 설치했다. 각 30톤 기관차에는 이중 가공 전차선에서 공급되는 3상 750V 40Hz로 구동되는 두 개의 110 kW (150 hp) 모터가 있었다. 3상 모터는 일정한 속도로 회전하며 회생 제동을 제공하므로 경사가 급한 노선에 매우 적합하며, 최초의 주간선 3상 기관차는 1899년 스위스 부르크도르프-툰 철도 40km 구간에 브라운(당시 발터 보베리와 파트너십)이 공급했다.

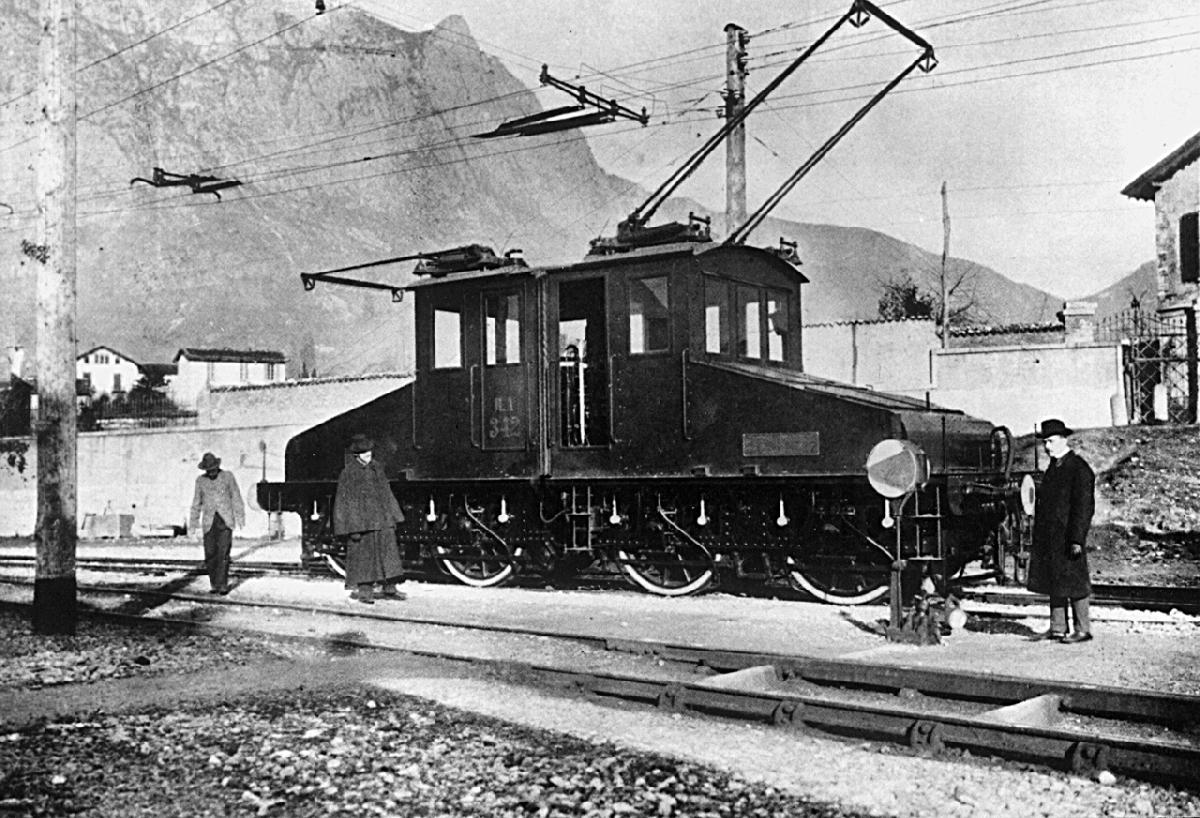
1901년 이탈리아 발텔리나의 간즈 AC 전기 기관차 시제품

이탈리아 철도는 짧은 구간이 아닌 전체 노선에 걸쳐 전기 견인을 도입한 세계 최초의 철도였다. 발텔리나 철도 106km 구간은 1902년 9월 4일 칸도와 간즈 공장 팀에 의해 개통되었다. 전기 시스템은 3kV 15Hz의 3상이었다. 1918년, 칸도는 회전 위상 변환기를 발명하고 개발하여, 전기 기관차가 고전압 국가망의 단순한 산업 주파수(50Hz) 단상 교류를 단일 가공 전차선을 통해 공급받으면서 3상 모터를 사용할 수 있게 했다.
AC 견인의 광범위한 채택에 중요한 기여는 제2차 세계 대전 후 프랑스의 SNCF에서 나왔다. 이 회사는 50Hz에서 시험을 수행하고 이를 표준으로 확립했다. SNCF의 성공적인 시험 이후, 50Hz(현재는 산업 주파수라고도 함)는 유럽 및 세계의 다른 많은 지역에서 주간선 표준으로 채택되었다.

## 디젤 동력 도입

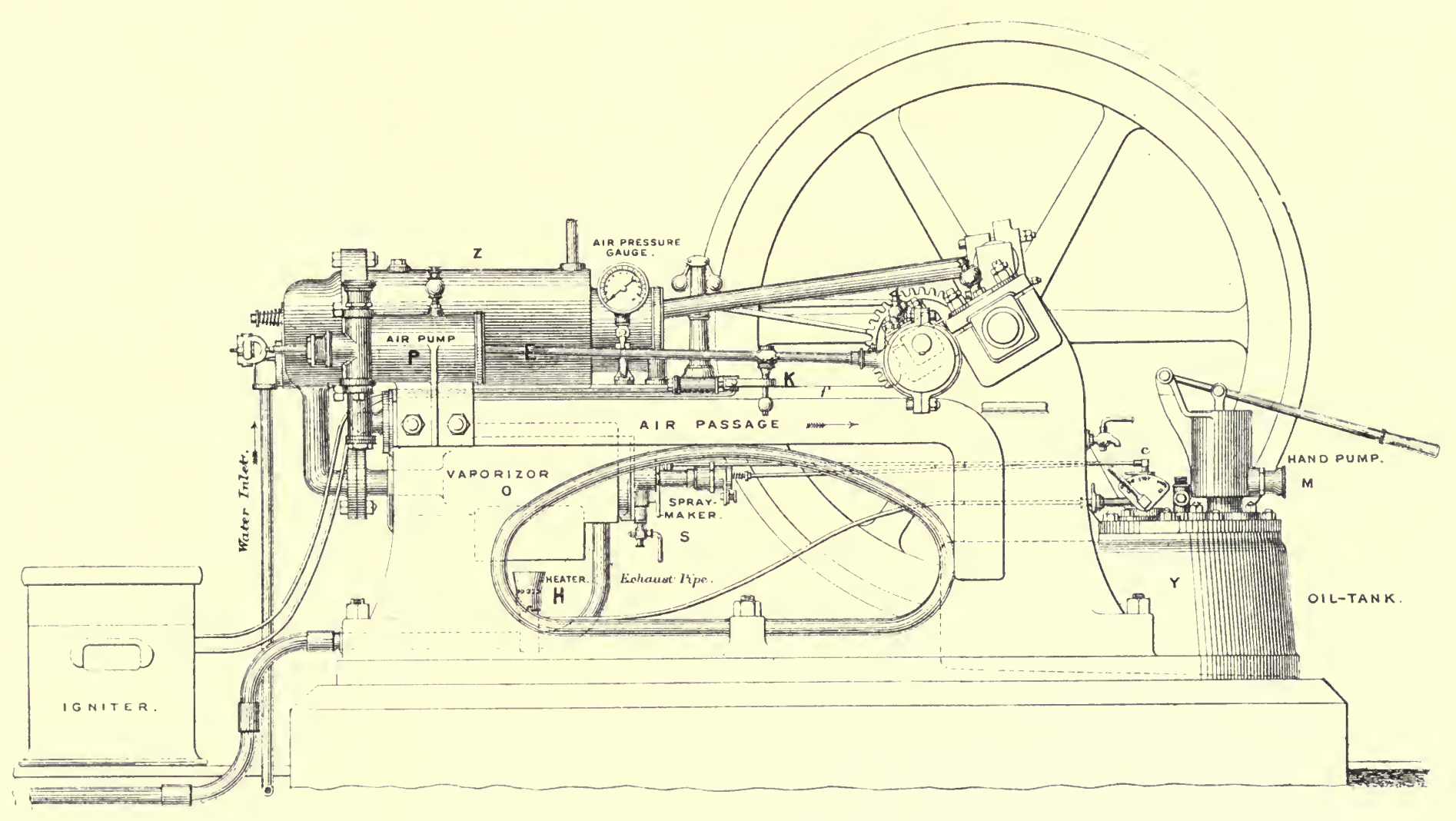
존 페리가 쓴 《증기 기관 및 가스 및 오일 엔진》(1900년)에 실린 프리스트맨 오일 엔진 다이어그램

철도용 내연기관의 가장 초기 기록된 사례로는 윌리엄 덴트 프리스트맨이 설계한 시제품이 포함되는데, 이는 1888년 윌리엄 톰슨 경이 검사했으며, 그는 이를 "프리스트맨 석유 엔진... 기관차 목적으로 석유 엔진을 적용하는 것을 보여주기 위해 임시 선로에 설치된 트럭에 장착되었다"고 설명했다. 1894년에는 프리스트맨 브라더스가 제작한 20 hp (15 kW) 2축 기관이 헐 도크에서 사용되었다.
1906년, 루돌프 디젤, 아돌프 클로제, 그리고 증기 및 디젤 엔진 제조업체 게브뤼더 줄처는 디젤 동력 기관차를 제조하기 위해 디젤-줄처-클로제 GmbH를 설립했다. 줄처는 1898년부터 디젤 엔진을 제조해 왔다. 프로이센 주립 철도는 1909년 이 회사에 디젤 기관차를 주문했다. 세계 최초의 디젤 동력 기관차는 1912년 여름 스위스 빈터투어-로만스호른 철도에서 운행되었지만, 상업적인 성공을 거두지는 못했다. 기관차의 무게는 95톤이었고, 출력은 883kW였으며, 최고 속도는 100km/h였다. 1920년대 중반까지 여러 국가에서 소수의 시제품 디젤 기관차가 생산되었다.

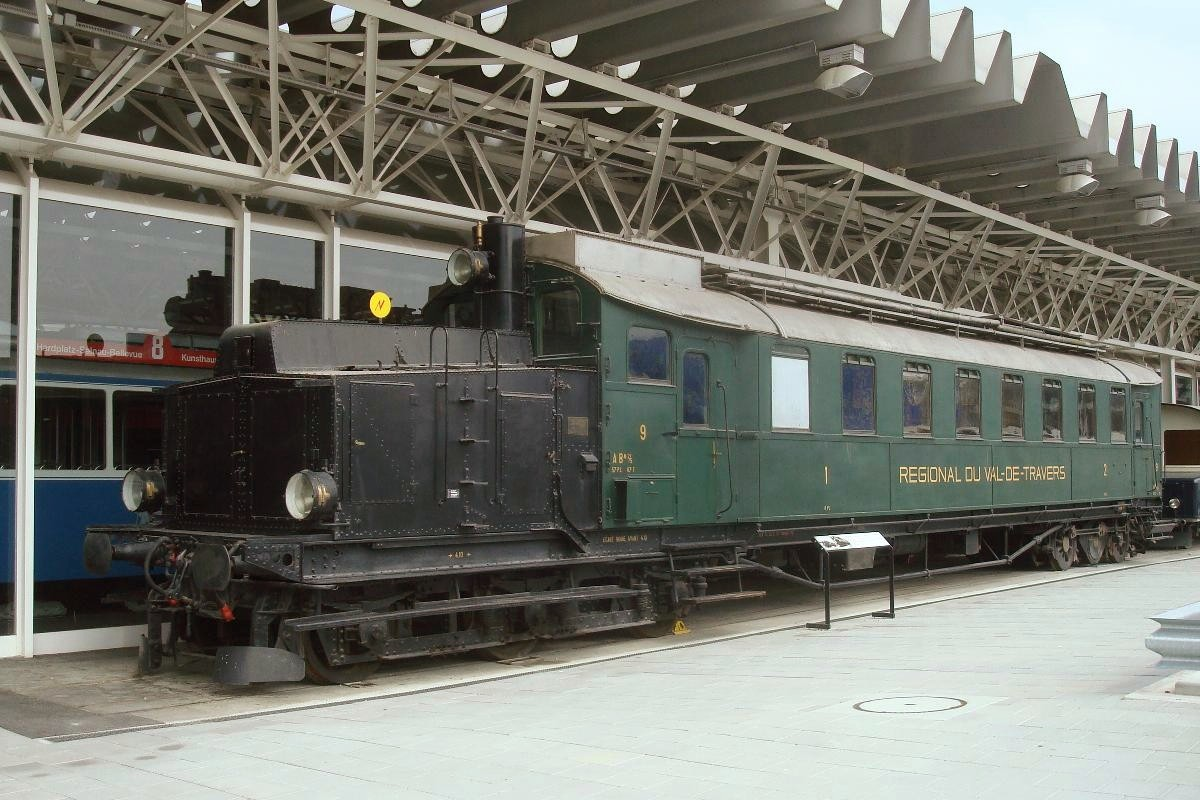
스위스 및 독일 공동 제작: 세계 최초의 기능성 디젤-전기 동차 1914년

중요한 돌파구는 1914년에 제너럴 일렉트릭의 전기 기술자 헤르만 렘프가 신뢰할 수 있는 직류 전기 제어 시스템을 개발하고 특허를 획득했을 때 일어났다(이후의 개선 사항도 렘프가 특허를 냈다). 렘프의 설계는 단일 레버를 사용하여 엔진과 발전기를 조정하여 제어했으며, 모든 디젤-전기 기관차 제어 시스템의 프로토타입이 되었다. 1914년, 세계 최초의 기능성 디젤-전기 동차는 왕립 작센 주립 철도를 위해 바곤파브리크 라슈타트가 브라운보베리앤시의 전기 장비와 스위스 줄처 AG의 디젤 엔진으로 제작했다. 이들은 Sächsischer DET 1–2로 분류되었다. 디젤-전기 기관차의 첫 정규 사용은 입환 (shunter) 용도였다. 제너럴 일렉트릭은 1930년대에 여러 소형 입환 기관차를 생산했으며 (유명한 "44톤어" 입환기는 1940년에 도입되었다), 웨스팅하우스 일렉트릭과 볼드윈은 1929년부터 입환 기관차를 공동으로 제작했다.
1929년, 캐나다 내셔널 철도는 웨스팅하우스에서 9000번과 9001번 두 대의 유닛을 사용하여 본선 서비스에 디젤을 사용한 최초의 북미 철도가 되었다.

## 고속철도

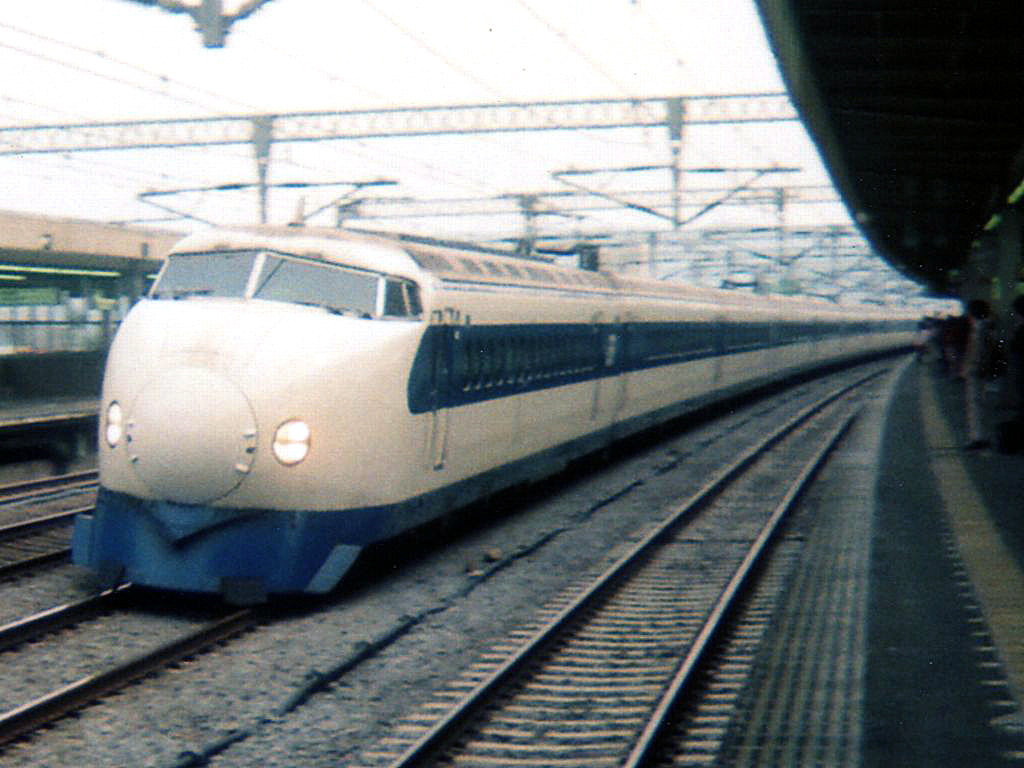
1964년에 도입된 신칸센 0계 전동차는 도시 간 열차 여행 붐을 일으켰다.

최초의 전철화된 고속철도인 도카이도 신칸센 (0계)은 1964년 일본의 도쿄도와 오사카시 사이에 도입되었다. 그 이후로 일본, 스페인, 프랑스, 독일, 이탈리아, 중화민국, 중화인민공화국, 영국, 대한민국, 스칸디나비아, 벨기에, 네덜란드, 인도네시아에 시속 300km (186.4마일) 이상의 속도로 운행하는 고속철도 운송 시스템이 건설되었다. 이러한 노선들의 건설로 런던-파리-브뤼셀 회랑, 마드리드-바르셀로나, 밀라노-로마-나폴리 등 연결된 도시 간 단거리 항공편 및 자동차 교통량이 크게 감소했다.
고속철도는 일반적으로 표준궤 선로의 연속 용접 레일 위에서 운행되며, 입체 교차된 통행권에는 큰 회전 반경이 설계에 통합되어 있다. 고속철도는 주로 여객 운송을 위해 설계되지만, 일부 고속 시스템은 화물 서비스도 제공한다.

## 수소 동력 도입
알스톰 코라디아 린트 수소 동력 열차는 2018년 독일 니더작센주에서 운행을 시작했다.

## 국가별 역사

### 유럽

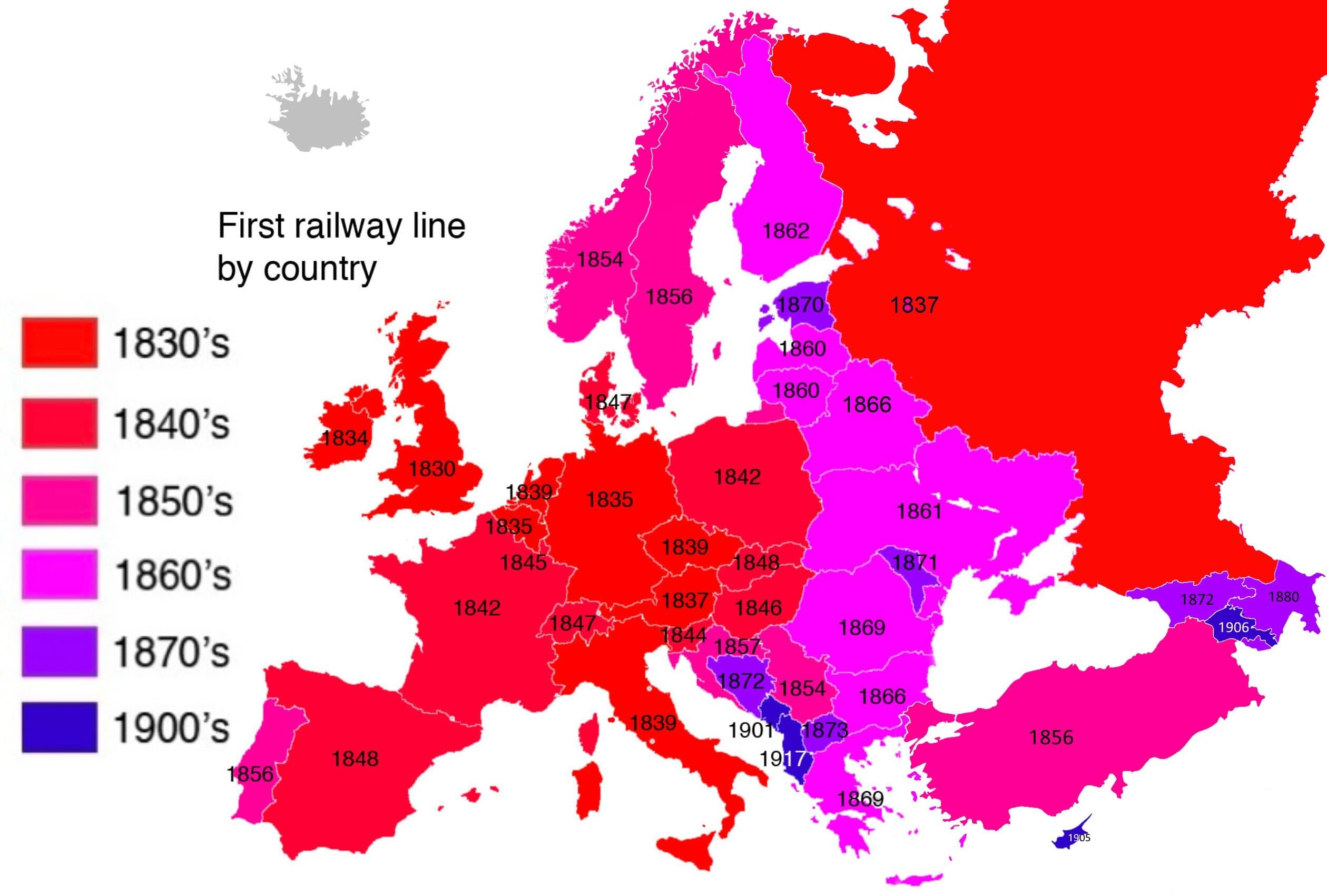
국가별 최초 철도 노선

최근 몇 년 동안 규제 완화는 유럽 전역에서 주요 화두가 되어 왔다.

#### 벨기에
벨기에는 1820년대부터 대륙의 산업 혁명에서 선두를 차지했다. 이는 산업 혁명을 가속화하는 데 철도의 가치를 보여주는 이상적인 모델을 제공했다. 1830년 네덜란드 연합왕국에서 분리된 후, 새로운 국가는 산업을 육성하기로 결정했다. 주요 도시, 항구 및 광산 지역을 연결하고 인접 국가와 연결되는 간단한 십자형 시스템을 계획하고 자금을 지원했다. 특이하게도 벨기에 국가는 초기 철도 개발에 큰 기여를 했으며, 노선 중복 없이 국가 네트워크를 구축하는 것을 지지했다. 따라서 벨기에는 이 지역의 철도 중심지가 되었다.
이 시스템은 영국식으로 건설되었으며, 종종 영국인 엔지니어들이 계획을 담당했다. 이익은 낮았지만, 빠른 산업 성장에 필요한 인프라가 구축되었다. 벨기에 최초의 철도인 브뤼셀 북부에서 메헬렌까지 이어지는 노선은 1835년 5월에 완공되었다.

#### 영국

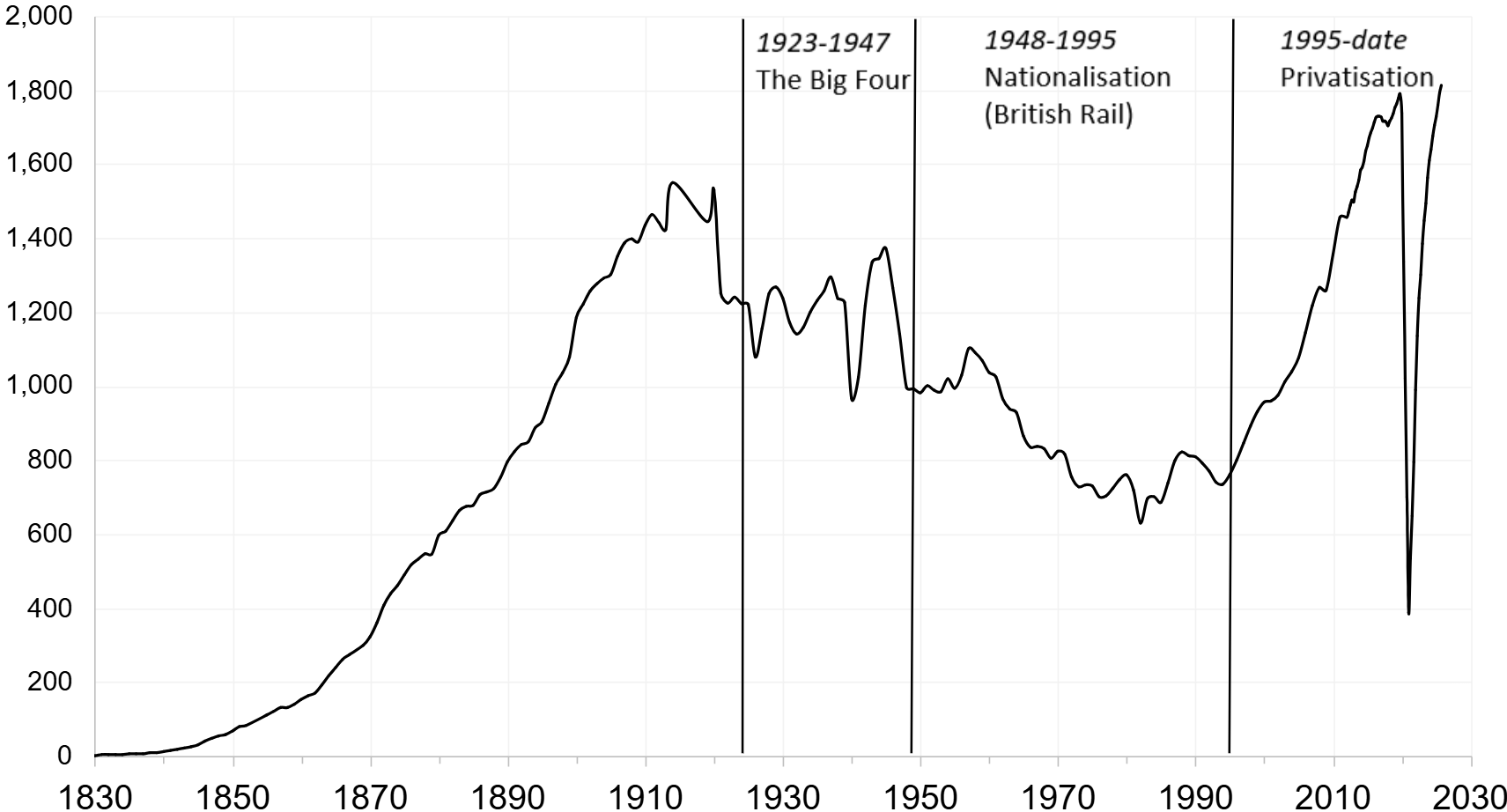
1829년부터 2021년까지 영국의 철도 승객 수, 19세기 승객 수의 급격한 증가를 보여줌

##### 초기 발전
영국에서 가장 초기 철도는 수송마차철도 시스템이었다. 이는 1560년대부터 컴브리아주 컬드벡의 독일 광부들이 사용한 것으로 알려진 말이 끄는 목재 레일 시스템이었다. 리버풀 근처 프레스콧에는 1600년경, 아마도 1594년에 수송마차철도가 건설되었다. 필립 레이튼이 소유한 이 노선은 프레스콧 홀 근처의 탄광에서 약 0.5마일 떨어진 종점까지 석탄을 운반했다. 1803년 7월 26일, 제솝은 런던 남부에 서리 철도를 개통했는데, 이는 영국 최초의 철도로 잘못 알려져 있으며, 역시 말이 끄는 철도였다. 이는 현대적인 의미의 철도가 아니었으며, 유료도로처럼 기능했다. 공식적인 서비스는 없었고, 통행료를 지불하면 누구나 철도에 차량을 가져올 수 있었다.
연속 사용 중인 가장 오래된 철도는 잉글랜드 더럼주의 탠필드 철도이다. 이 철도는 1725년에 말이 끄는 목재 수송마차철도로 시작되었으며, 개인 석탄 소유주들이 개발했고, 세계에서 가장 오래된 철도 교량인 코시 아치 건설을 포함했다. 19세기 중반까지 표준궤 선로와 증기 기관차 동력으로 전환되었다. 이 철도는 현재도 유산 노선으로 운영되고 있다. 1758년에 개통된 리즈의 미들턴 철도도 여전히 유산 노선으로 사용되고 있으며, 1812년에 증기 기관차 동력을 사용하기 시작했다가 말 동력으로 되돌아간 후 표준궤로 업그레이드되었다. 1764년, 미국 최초의 철도가 뉴욕주 루이스턴에 건설되었다.
최초의 여객 마차철도 또는 노면전차인 스완지-맘블스 철도는 1807년에 웨일스 스완지와 맘블스 사이에 개통되었다. 말은 증기 기관차가 도입된 후에도, 그리고 19세기 말까지 트램 운송에 선호되는 방식이었다. 주요 이유는 말이 끄는 차량이 도시 거리에서 연기를 발생시키는 증기 동력 트램보다 깨끗했기 때문이다.
1812년, 미국의 엔지니어이자 발명가인 올리버 에번스는 도시와 마을이 고속 기관차가 운행하는 장거리 철도망으로 연결되어 개인 여행과 화물 운송을 크게 가속화할 수 있는 증기 철도의 미래 비전을 발표했다. 에번스는 다른 방향으로 가는 열차를 위해 별도의 평행 선로가 있어야 한다고 명시했다. 그러나 초창기 미국의 조건은 그의 비전을 실현하는 데 방해가 되었다. 이 비전은 영국에서도 유사하게 존재했으며, 그곳에서 훨씬 더 큰 영향력을 발휘했다. 부유하고 영향력 있는 측량사이자 토지 중개인인 윌리엄 제임스는 증기 기관차의 개발에 영감을 받아 국가 철도망을 제안했다. 1808년 제임스가 런던에서 리처드 트레비식의 증기 기관차 캐치 미 후 캔 시연을 참관했을 가능성이 높다. 확실히 이 시기에 그는 이러한 운송 수단의 장기적인 발전을 고려하기 시작했다. 그는 나중에 실현된 여러 프로젝트를 제안했으며, 리버풀-맨체스터 철도의 조사를 수행한 것으로 인정받는다. 불행히도 그는 파산했고, 그의 계획은 조지 스티븐슨과 다른 사람들에게 인수되었다. 그러나 그는 많은 역사가들에게 "철도의 아버지"라는 칭호를 받았다.
1825년, 잉글랜드 더럼주의 스톡턴-달링턴 철도가 성공을 거두기 전까지는 그렇지 않았다. 이 철도는 기관차 동력, 가단성 철 레일, 이중 선로 및 초기 신호, 원시적인 철도역 건물, 기본적인 시간표와 같은 다른 혁신을 한 곳에 결합한 세계 최초의 공공 철도였다. 이는 승객과 일반 화물뿐만 아니라 석탄과 같은 단일 상품에 대해서도 철도가 수익을 낼 수 있다는 것을 국내외 관객에게 입증했다. 이 철도는 노섬벌랜드주 베들링턴 제철소에서 생산된 압연 연철로 만든 레일을 사용하여 새로운 지평을 열었다. 이러한 레일은 더 강했다. 이 철도는 더럼의 탄광 지역을 달링턴과 스톡턴온티스 항구와 연결했으며, 지역 탄광(짧은 지선으로 노선에 연결됨)이 석탄을 항구로 운반할 수 있도록 하기 위한 것이었다. 이는 교통량의 대부분을 차지할 것이므로, 회사는 기관차 동력으로 탄광 마차 또는 샬드론을 견인하는 중요한 조치를 취했는데, 이는 정기 또는 시간표에 따른 열차 서비스를 필요로 했다. 그러나 이 노선은 개인 소유의 말이 끄는 마차가 운반될 수 있는 유료 철도로도 기능했다. 이러한 하이브리드 시스템(어떤 단계에서는 충분한 기관차가 없을 때 말이 끄는 여객 운송도 포함)은 지속될 수 없었고, 몇 년 안에 교통량은 시간표에 따른 열차로 제한되었다. (그러나 개인 소유 마차의 전통은 영국 철도에서 1960년대까지 계속되었다.) S&DR의 수석 엔지니어 티모시 핵워스는 주요 자금 제공자인 에드워드 피스의 지시에 따라 미국, 프로이센, 프랑스에서 온 엔지니어들을 초청하여 철도를 건설하고 운영하는 방법에 대한 경험과 지식을 공유했으며, 1830년까지 영국, 미국 및 유럽 여러 곳에서 철도가 건설되고 있었다. S&DR에서 훈련받은 엔지니어와 노동자들은 1830년 리버풀-맨체스터 철도를 포함하여 다른 여러 노선 개발에 참여했는데, 이는 철도 개발의 다음 단계였다.

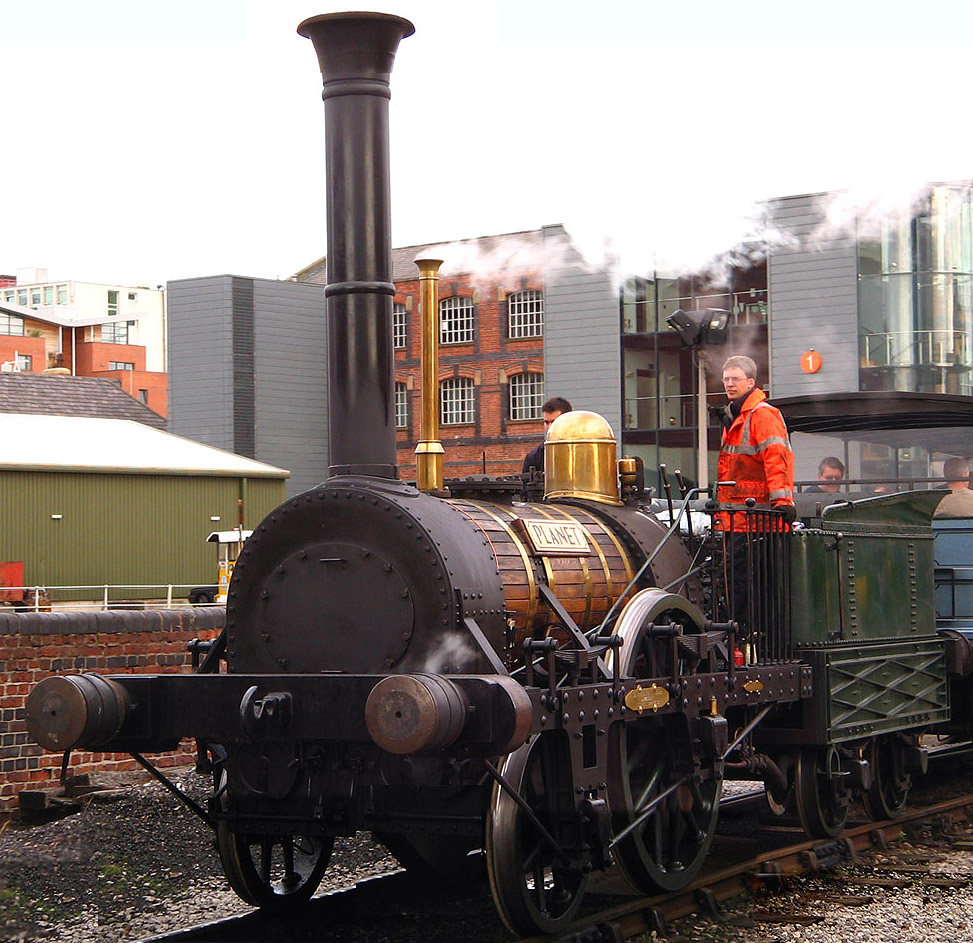
1830년부터 리버풀-맨체스터 철도에서 운행된 플래닛의 복제품

스톡턴-달링턴 철도의 성공은 급속히 산업화되던 잉글랜드 북서부의 부유한 투자자들에게 부유한 면직물 제조 도시인 맨체스터와 번성하는 항구 도시인 리버풀을 연결하는 프로젝트를 시작하도록 장려했다. 리버풀-맨체스터 철도는 현대적인 철도로, 화물과 여객 모두 시간표에 따라 기관차로 견인되는 열차로 운영되었다. 건설 당시에는 기관차가 해당 거리에 걸쳐 정기 서비스를 유지할 수 있을지에 대한 심각한 의문이 있었다. 가장 적합한 증기기관을 찾기 위해 1829년에 널리 보도된 레인힐 트라이얼이라는 경쟁이 열렸다. 노벨티, 퍼서비런스, 상 파레유를 포함한 여러 기관차가 참가했다. 우승자는 스티븐슨의 로켓으로, 철도 회사 이사인 헨리 부스가 제안한 연관식 보일러 덕분에 증기 발생 능력이 더 좋았다.
이 사업의 발기인들은 주로 화물 운송에 관심이 있었지만, 1830년 9월 15일 노선이 개통된 후 여객 운송이 그만큼 수익성이 있다는 사실에 놀랐다. 리버풀-맨체스터 철도의 성공은 영국 및 해외의 다른 철도 개발에 S&DR의 영향력을 더했다. 이 회사는 다른 철도 프로젝트에서 온 많은 방문단을 접대했으며, 많은 철도 종사자들이 이 노선에서 초기 훈련과 경험을 쌓았다. 그러나 리버풀-맨체스터 노선은 35 마일 (56 km)에 불과했다. 세계 최초의 간선 철도는 1837년에 개통된 그랜드 정션 철도라고 할 수 있으며, 이는 리버풀-맨체스터 철도의 중간 지점을 크루, 스태퍼드, 울버햄프턴을 거쳐 버밍엄과 연결했다.

##### 추가 발전
영업 운행에 투입된 초기 기관차는 로켓호와 비슷한 소형 4륜 기관차였다. 그러나 경사진 실린더가 기관차를 흔들리게 했으므로, 처음에는 수평으로 바뀌었고, 그의 "플래닛" 설계에서는 프레임 내부에 장착되었다. 이는 안정성을 향상시켰지만, "크랭크 차축"은 파손에 매우 취약했다. 더 큰 구동륜을 사용하여 더 빠른 속도를 얻었지만, 시동 시 바퀴 미끄럼 현상이 발생하기 쉬웠다. 더 큰 견인력은 더 작은 바퀴를 연결하여 얻었지만, 주철 연결봉의 취약성으로 인해 속도가 제한되었다. 따라서 처음부터 가볍고 빠른 여객 기관차와 느리고 강력한 화물 기관차 사이에는 구분이 있었다. 특히 에드워드 버리는 이 설계를 개선했으며, 소위 "버리 패턴"은 특히 런던-버밍엄에서 수년 동안 인기가 있었다.
한편, 1840년까지 스티븐슨은 2-2-2 "패턴티"와 6연결 화물 기관차 형태의 더 크고 안정적인 기관차를 생산했다. 기관차는 더 긴 거리를 이동하고 더 광범위하게 운행되었다. 노스 미들랜드 철도는 당시 총지배인이었던 로버트 스티븐슨에게 화실의 열 영향에 대한 우려를 표명했다. 몇 가지 실험 후, 그는 소위 롱 보일러 설계에 대한 특허를 냈다. 이는 새로운 표준이 되었고, 특히 샤프 브라더스의 기관차는 "샤피즈"라고 애정을 담아 불리며 다른 제조업체에서도 비슷한 설계가 생산되었다.
더 긴 보일러를 위한 더 긴 휠베이스는 곡선 주행에서 문제를 일으켰다. 그의 6연결 기관차의 경우, 스티븐슨은 중앙 바퀴 쌍에서 플랜지를 제거했다. 그의 급행 기관차의 경우, 그는 "그레이트 A"와 같은 4-2-0 형태로 후방 바퀴를 앞으로 이동시켰다. 다른 문제들도 있었다. 화실의 크기가 제한되거나 바퀴 뒤에 장착되어야 했고, 안정성 향상을 위해 대부분의 엔지니어들은 무게 중심을 낮게 유지해야 한다고 믿었다.
이것의 가장 극단적인 결과는 크램프턴 기관차였는데, 이는 화실 뒤에 구동륜을 장착하여 매우 큰 직경으로 만들 수 있었다. 이 기관차는 시속 70 mph (110 km/h)이라는 전례 없는 속도를 달성했지만, 바퀴 미끄럼 현상이 매우 심했다. 긴 휠베이스로 인해 영국의 구불구불한 선로에서는 성공하지 못했지만, 미국과 프랑스에서는 인기를 얻었으며, "프랑드 르 크램프턴"이라는 대중적인 표현이 생겼다.
런던-브라이턴 철도의 존 그레이는 낮은 무게 중심의 필요성을 믿지 않았고, 그의 기관차 시리즈는 데이비드 조이에게 큰 찬사를 받았으며, 그는 E. B. 윌슨 컴퍼니에서 설계를 발전시켜 당시 가장 성공적인 여객 기관차 중 하나인 2-2-2 제니 린드 기관차를 생산했다. 한편, 내부 실린더를 가진 스티븐슨 0-6-0 롱 보일러 기관차는 전형적인 화물 기관차가 되었다.
| 연도 | 총 마일 |
| ---- | ------- |
| 1830 | 98      |
| 1835 | 338     |
| 1840 | 1,498   |
| 1845 | 2,441   |
| 1850 | 6,621   |
| 1855 | 8,280   |
| 1860 | 10,433  |

##### 네트워크 확장
철도는 산업화에 필요한 상품과 노동력의 신속한 이동에 빠르게 필수적인 존재가 되었다. 처음에는 운하가 철도와 경쟁했지만, 증기기관과 철도 기술이 발전하고 운하가 실용적이지 않은 곳에 철도가 건설되면서 철도는 빠르게 우위를 점했다.
1850년대까지 많은 증기 동력 철도는 런던의 시가지 외곽에 도달했다. 그러나 신생 회사들은 도시나 웨스트엔드로 진입할 만큼 충분한 부동산을 철거하는 것이 허용되지 않았으므로, 승객들은 런던 패딩턴역, 유스턴 철도역, 런던 킹스 크로스역, 펜처치 스트리트역, 채링크로스역, 런던 워털루역, 런던 빅토리아역에서 하차하여 해크니 캐리지를 이용하거나 걸어서 시내 중심부로 이동해야 했으며, 이로 인해 도시의 교통 체증이 엄청나게 증가했다. 이러한 여러 개별 철도 터미널을 연결하기 위해 지하에 메트로폴리탄 철도가 건설되었으며, 이는 세계 최초의 "지하철"이었다.

##### 사회적, 경제적 결과
철도는 영국 사회를 수많은 복잡한 방식으로 변화시켰다. 철도의 경제적 중요성을 측정하려는 최근의 시도들은 철도가 GDP 성장에 기여한 전반적인 부분이 이전 세대의 역사가들이 때때로 가정한 것보다 더 적었다는 것을 시사했지만, 철도가 많은 경제 활동 분야에 상당한 영향을 미 미쳤다는 것은 분명하다. 예를 들어, 철도와 기관차 건설은 대량의 중재료를 요구하여 석탄 채굴, 철 생산, 엔지니어링 및 건설 산업에 상당한 자극 또는 '후방 연쇄 효과'를 제공했다.
또한 거래 비용을 줄이는 데 도움이 되었으며, 이는 결과적으로 상품 비용을 낮췄다. 고기, 우유, 생선, 채소와 같은 부패하기 쉬운 상품의 유통 및 판매는 철도의 등장으로 변화되어 상점에서 더 저렴한 농산물을 제공했을 뿐만 아니라 사람들의 식단에 훨씬 더 다양한 선택지를 제공했다.
마지막으로, 개인 이동성을 향상시킴으로써 철도는 사회 변화의 중요한 원동력이 되었다. 철도 운송은 원래 석탄 및 산업 물품을 운송하는 방법으로 구상되었지만, 철도 운영자들은 철도 여행의 잠재 시장을 빠르게 인식하여 여객 서비스의 매우 빠른 확장을 이끌었다. 철도 승객 수는 1842년에서 1850년 사이에 불과 8년 만에 세 배로 증가했다. 교통량은 1850년대에 대략 두 배로 증가했으며, 1860년대에 다시 두 배로 증가했다.
역사가 데릭 올드크로프트가 언급했듯이, "이동성과 선택의 측면에서 그들은 일상생활에 새로운 차원을 추가했다."

#### 불가리아
불가리아 현대 영토와 옛 오스만 제국 내에서 최초의 철도 노선은 루세–바르나 노선이었다. 이 노선은 1864년 터키 정부가 정치인 윌리엄 유어트 글래드스턴과 토목 기술자 바클리 형제가 관리하는 영국 회사에 의뢰하여 시작되었다. 223km 길이의 이 노선은 1866년에 개통되었다.

#### 프랑스

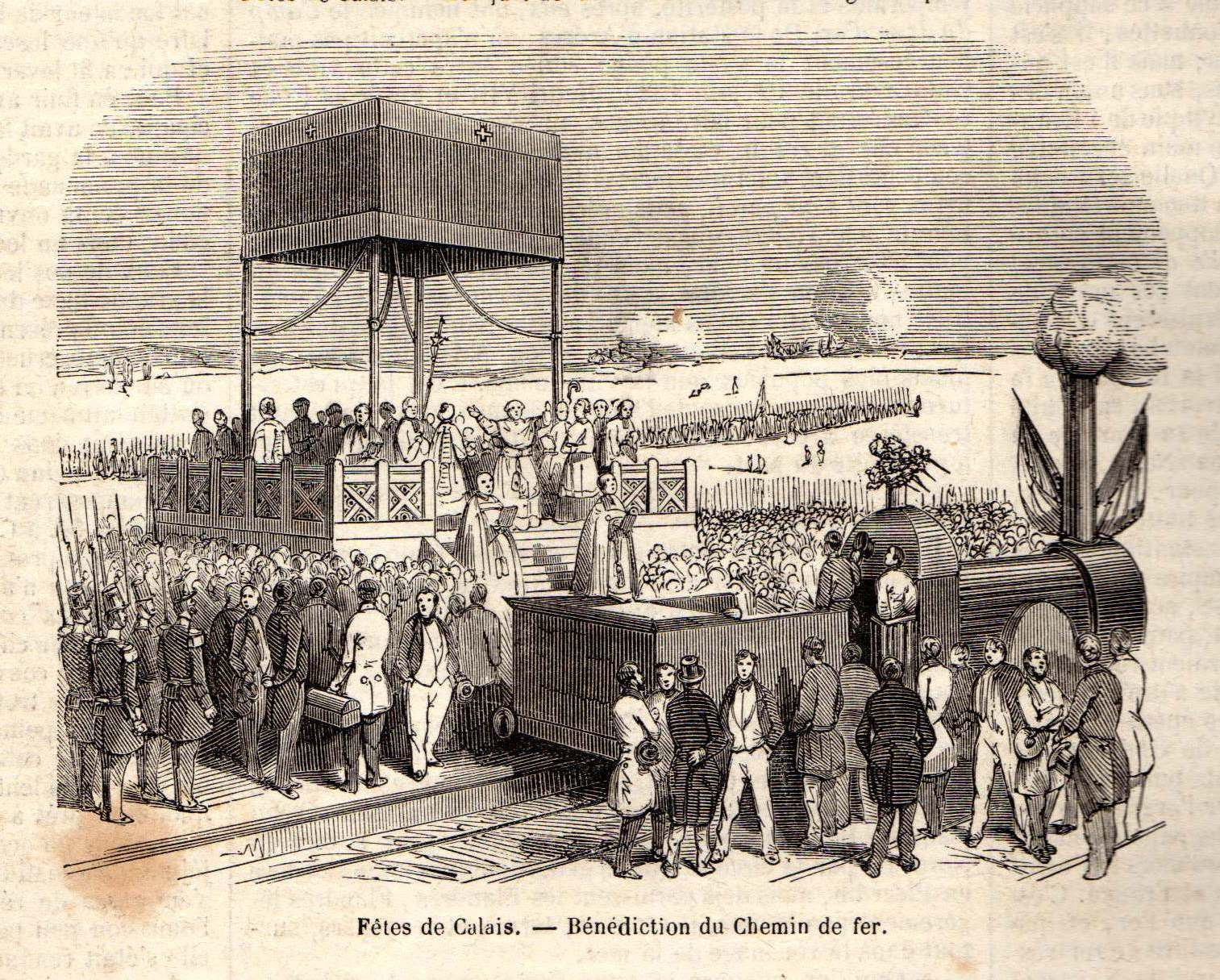
칼레에서 가톨릭 사제들이 1848년 철도 기관차에 축복을 내리고 있다

프랑스에서는 철도가 처음에는 민간 석탄 회사에 의해 운영되었으며, 철도 건설에 대한 최초의 법적 합의는 1823년에 이루어졌고, 노선(생테티엔에서 앙드레지외까지)은 1827년에 운영을 시작했다. 대부분의 장비는 영국에서 수입되었지만, 이는 기계 제조업체를 자극하여 곧 국내 중공업을 창출했다. 기차는 낙후된 지역의 현대화를 위한 국가적 매체가 되었고, 이러한 접근 방식의 선두 주자는 시인이자 정치인인 알퐁스 드 라마르틴이었다. 한 작가는 철도가 "동료들보다 2, 3세기 뒤떨어진 인구"의 삶을 개선하고 "고립과 비참함에서 태어난 야만적인 본능"을 제거할 수 있기를 바랐다. 결과적으로 프랑스는 파리에서 방사형으로 뻗어 나가는 중앙 집중식 시스템을 구축했다(남부에는 동서로 가로지르는 노선도 추가됨). 이 설계는 효율성을 극대화하기보다는 정치적, 문화적 목표를 달성하기 위한 것이었다.
일부 통합 후, 6개 회사가 운임, 재정, 심지어 사소한 기술적 세부 사항에 대한 정부의 엄격한 통제를 받으며 지역 독점권을 통제했다. 중앙 정부 부서인 Ponts et Chaussées(교량 및 도로)는 영국인 엔지니어와 노동자를 데려왔고, 대부분의 건설 작업을 처리했으며, 엔지니어링 전문 지식과 계획, 토지 취득 및 선로 기반, 교량, 터널과 같은 영구 인프라 건설을 제공했다. 또한 국가 방위에 필요하다고 여겨지는 독일 국경을 따라 군사적으로 필요한 노선에 보조금을 지급했다. 민간 운영 회사는 관리, 노동자 고용, 선로 부설, 역 건설 및 운영을 담당했다. 그들은 철도 차량을 구매하고 유지보수했다. 1880년에는 6,000대의 기관차가 운영되었으며, 연평균 51,600명의 승객 또는 21,200톤의 화물을 운송했다.

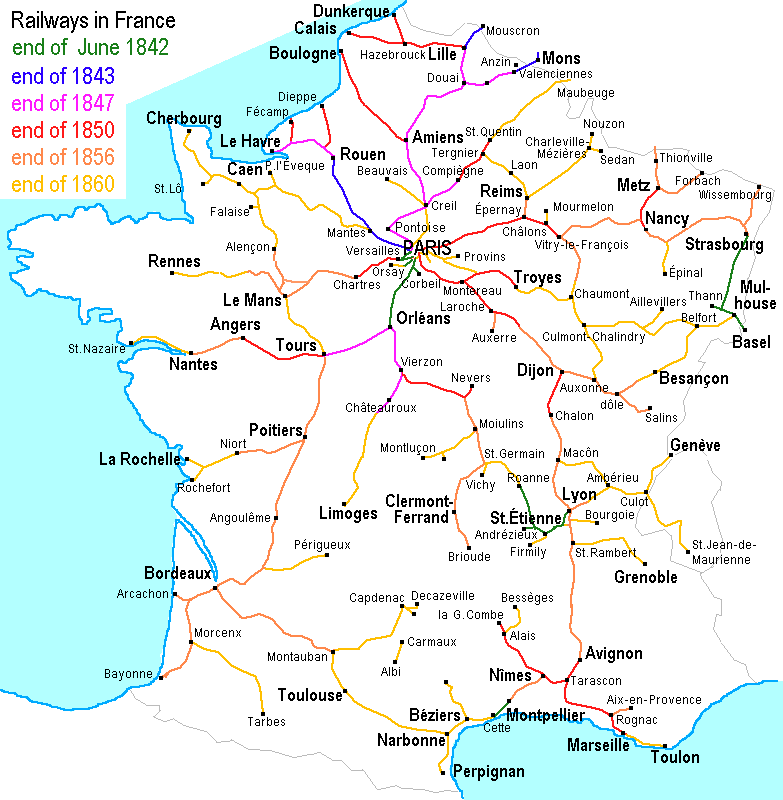
1860년까지의 네트워크 발전

전체 시스템을 한 번에 시작하는 것이 정치적으로 편리했지만, 이는 완공을 지연시키고 영국에서 임시로 고용된 전문가들에게 더욱 의존하게 만들었다. 자금 조달 또한 문제였다. 해결책은 로스차일드 가문과 파리 증권 거래소의 폐쇄적인 집단을 통한 좁은 자금 기반이었기 때문에 프랑스는 런던과 뉴욕에서 번성했던 것과 같은 종류의 국영 증권 거래소를 발전시키지 못했다. 이 시스템은 시골 프랑스의 도달 지역을 현대화하고, 주로 북부(석탄 및 철광)와 동부(섬유 및 중공업)의 많은 지역 산업 중심지를 개발하는 데 도움이 되었다. 에밀 졸라와 같은 비평가들은 이 시스템이 정치 시스템의 부패를 결코 극복하지 못하고 오히려 부패에 기여했다고 불평했다.
철도는 원자재, 와인, 치즈, 수입 및 수출되는 제조품에 대한 전국 시장을 촉진함으로써 프랑스 산업 혁명에 기여했을 것이다. 1915년에 출판된 《전쟁과 정복에서의 철도력의 부상, 1833-1914》에서 에드윈 A. 프랫은 "프랑스 철도는 ... 놀라운 성공을 거두었다. ... 1859년 제2차 이탈리아 독립 전쟁 중 4월 20일에서 30일 사이에 파리에서 지중해 또는 사르데냐 왕국 국경까지 철도로 운송된 75,966명의 병력과 4,469마리의 말은 도로로 여행하는 데 60일이 걸렸을 것이라고 추정되었다. ... 이것은 ... 당시 독일 철도에서 기록된 최고의 성과보다 약 두 배나 빨랐다." 그러나 프랑스인들이 철도 시스템에 설정한 목표는 경제적이기보다는 도덕적, 정치적, 군사적이었다. 결과적으로 화물 열차는 영국, 벨기에, 독일과 같은 급속히 산업화되는 국가의 열차보다 짧고 적게 실렸다. 프랑스 시골 지역의 더 나은 도로와 운하와 같은 다른 인프라 필요는 철도 비용 때문에 소홀히 되었으므로, 기차 서비스가 제공되지 않는 지역에는 순수하게 부정적인 영향이 있었을 가능성이 높다.

#### 독일
1556년 게오르기우스 아그리콜라의 저서 《데 레 메탈리카》에 독일에서 운영되는 모습이 실렸다. 이 노선은 플랜지가 없는 바퀴가 나무 판 위에서 달리는 "훈트" 카트를 사용했으며, 트럭에 수직 핀이 판자 사이의 틈에 들어가 올바른 방향으로 나아가도록 했다. 광부들은 이 수송마차철도가 궤도에서 내는 소리 때문에 "훈데"(개라는 뜻)라고 불렀다. 이 시스템은 유럽 전역에서 매우 인기를 얻었다.

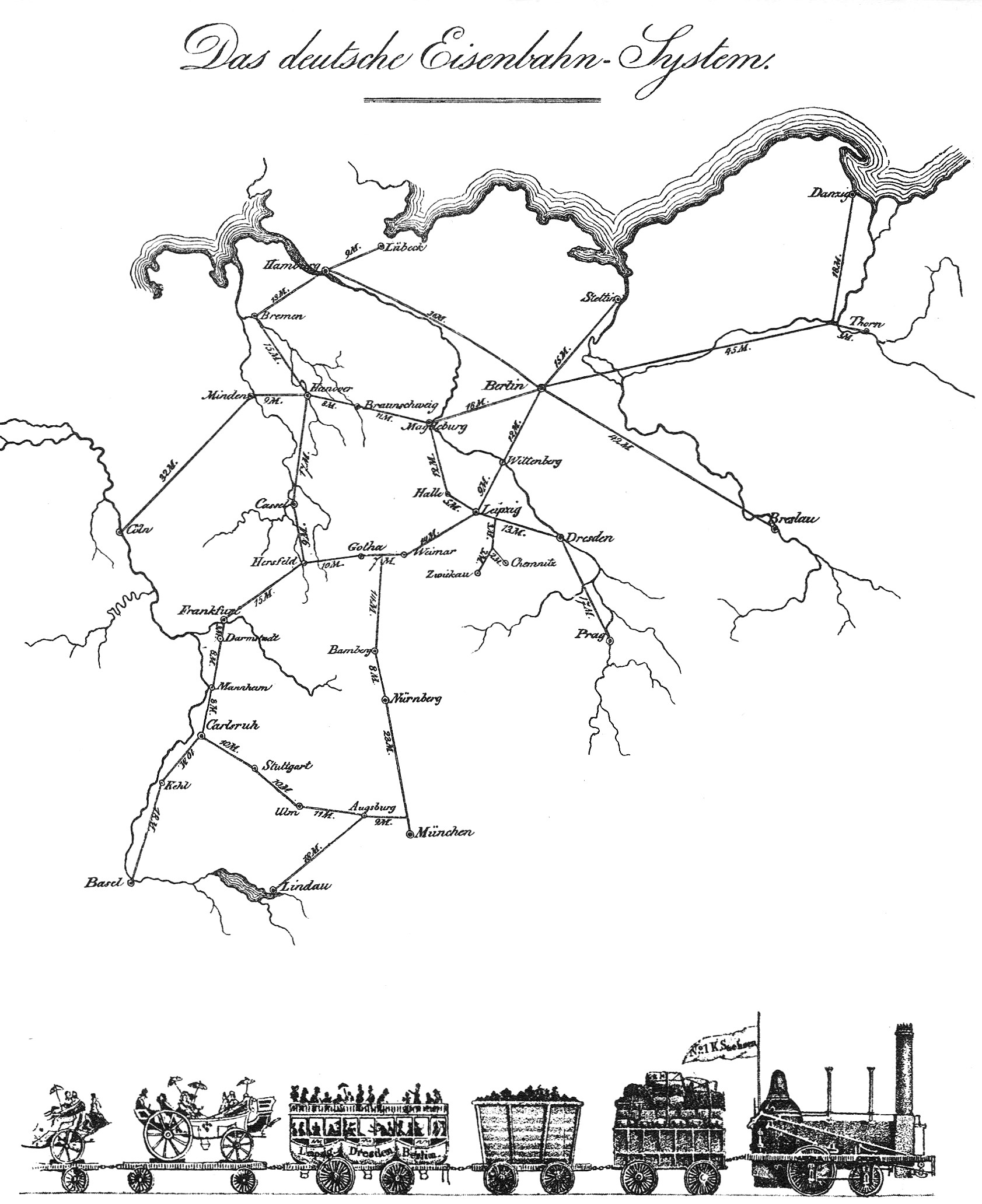
프리드리히 리스트가 1833년에 구상한 독일 철도망

경제 발전의 도약 단계는 1840년대 철도 혁명과 함께 시작되었는데, 이는 지역 생산품에 대한 새로운 시장을 열었고, 중간 관리자 풀을 만들었으며, 엔지니어, 건축가, 숙련된 기계공에 대한 수요를 증가시키고, 석탄과 철에 대한 투자를 자극했다. 30여 개 주에 이르는 정치적 분열과 만연한 보수주의는 1830년대에 철도 건설을 어렵게 만들었다. 그러나 1840년대에는 간선 노선이 주요 도시를 연결했으며, 각 독일 주는 자체 국경 내의 노선에 대한 책임을 졌다. 경제학자 프리드리히 리스트는 1841년에 철도 시스템 개발에서 파생될 이점을 요약했다.
1. 국방 수단으로서 군대의 집중, 분배 및 지시를 용이하게 한다.
2. 국가 문화 향상을 위한 수단이다. 모든 종류의 재능, 지식 및 기술을 시장에 쉽게 내놓는다.
3. 공동체를 궁핍과 기아로부터, 그리고 생활 필수품 가격의 과도한 변동으로부터 보호한다.
4. 고립과 지역적 편견 및 허영에서 발생하는 속물적 정신을 파괴하는 경향이 있으므로 국가의 정신을 증진시킨다. 이는 국가들을 인대로 결속시키고 식량과 상품의 교환을 촉진하여 하나의 단위로 느끼게 한다. 철제 레일은 신경계가 되어, 한편으로는 여론을 강화하고, 다른 한편으로는 경찰 및 정부 목적을 위한 국가의 권력을 강화한다.[75]

처음에는 기술 기반이 부족하여 독일인들은 영국에서 엔지니어링과 하드웨어를 수입했지만, 철도 운영 및 확장에 필요한 기술을 빠르게 습득했다. 많은 도시에서 새로운 철도 공장은 기술 인식 및 훈련의 중심지였으며, 1850년까지 독일은 철도 건설 수요를 충족하는 데 자급자족할 수 있었고, 철도는 새로운 철강 산업 성장의 주요 원동력이 되었다. 관찰자들은 심지어 1890년대에도 독일의 엔지니어링이 영국보다 열등하다고 평가했다. 그러나 1870년 독일 통일은 통합, 국유화 및 추가적인 급속 성장을 자극했다. 프랑스와 달리, 목표는 산업화 지원이었으므로, 루르 지역 및 기타 산업 지구에는 중량 노선이 거미줄처럼 깔려 있었고, 함부르크 및 브레멘과 같은 주요 항구와 좋은 연결을 제공했다. 1880년까지 독일은 9,400대의 기관차로 하루 43,000명의 승객과 30,000톤의 화물을 운송하며 프랑스를 앞질렀다.

#### 이탈리아

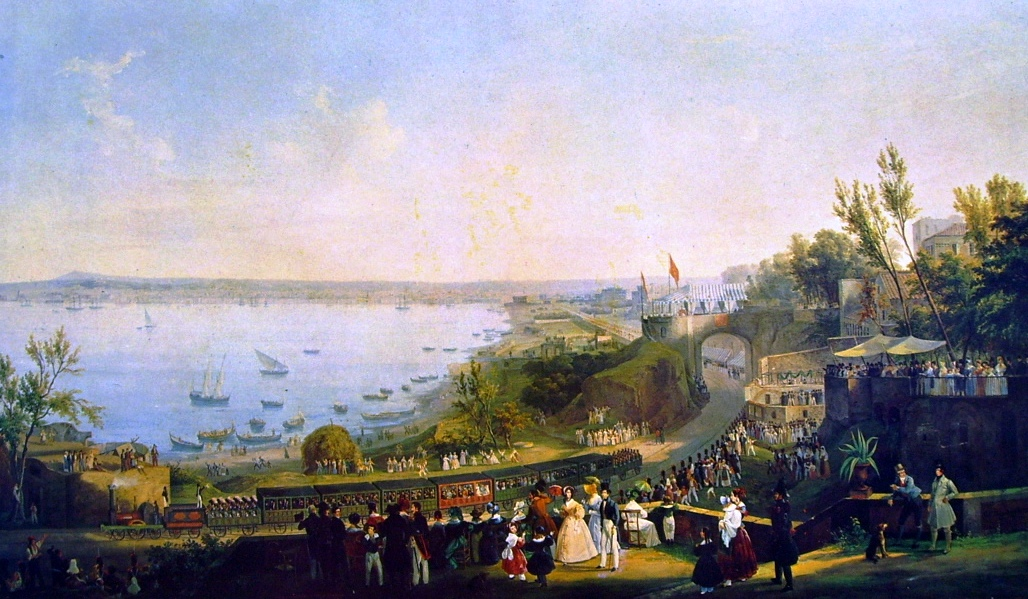
1839년 10월 3일, 이탈리아 최초의 철도 노선인 나폴리-포르티치 철도 개통식

이탈리아에 철도가 도입되었을 당시 이탈리아는 여전히 분열된 국가였다. 반도에 건설된 최초의 노선은 양시칠리아 왕국의 나폴리-포르티치 노선으로, 7.640 km (4.747 mi) 길이였으며, 세계 최초의 "현대적인" 도시 간 철도인 리버풀-맨체스터 철도 개통 9년 후인 1839년 10월 3일에 개통되었다. 초기 개발 단계에서는 영국 플래닛에서 파생된 기관차가 운행되었으며, 수도 나폴리와 포르티치의 여름 별장 사이를 왕실 행렬이 이동하는 데 사용되었다. 곧 이 노선은 독점적인 성격을 잃고 살레르노와 놀라 방향으로 빠르게 확장되어 대중교통 및 화물 운송 수요를 모두 충족시켰다.
이듬해 볼차노의 홀츠함머 사가 당시 오스트리아 제국의 일부였던 롬바르디아 베네치아 왕국의 두 번째 철도인 밀라노-몬차 노선(12 km (7.5 mi)) 건설에 대한 "제국-왕실 특권"을 받았다. 밀라노와 베네치아 산업계의 요청뿐만 아니라 이미 분명해진 군사적 중요성 때문에 밀라노-베네치아 노선 건설이 시작되었다. 1842년에는 32 km (20 mi)의 파도바-메스트레 구간이 개통되었고, 1846년에는 밀라노-트레빌리오(32 km (20 mi)) 및 파도바-비첸차(30 km (19 mi)) 구간, 그리고 베네치아 석호를 가로지르는 다리가 개통되었다.
사르데냐 왕국 ( 피에몬테주, 리구리아주, 사르데냐를 포함)에서 카를로 알베르토 왕은 1844년 7월 18일 토리노-제노바 철도 건설을 명령했고, 이 철도는 1853년 12월 18일에 개통되었다. 이어서 프랑스, 스위스, 롬바르디아-베네치아와 연결되는 다른 구간들이 개통되었다. 또한 철도 분야에서 영국의 독점을 피하기 위해 제노바에 기관차 공장이 설립되었다. 이 공장은 현대의 안살도가 되었다.
토스카나주에서는 루카 공작이 루카-피사 철도에 대한 특허를 획득했으며, 1845년에는 파르마 공국이 피아첸차와 모데나를 향하는 두 노선의 건설을 시작했다. 교황령에서는 교황 그레고리오 16세가 철도에 반대했지만, 교황 비오 9세는 보다 자유로운 견해를 가졌다. 1846년 비오 9세 치하에서 로마-프라스카티 철도와 로마-치비타베키아 철도가 시작되었다.
이탈리아 통일 전쟁 과정에서 철도는 페스키에라에서 카를로 알베르토 군대의 패배뿐만 아니라 팔레스트로와 마젠타에서 오스트리아군의 패배에도 결정적인 역할을 했다. 특히 후자에서는 프랑스군이 새로운 운송 수단 덕분에 전장에 신속하게 도착하여 자갈도상에 방어선을 구축할 수 있었다.
통일 이탈리아 왕국이 건국(1861년 3월 17일)되었을 때, 이탈리아의 철도는 다음과 같았다.
| 피에몬테            | 850 km (530 mi)          |
| 롬바르디아-베네치아 | 522 km (324 mi)          |
| 토스카나            | 257 km (160 mi)          |
| 교황령              | 317 km (197 mi) (1870년) |
| 양시칠리아 왕국     | 128 km (80 mi)           |

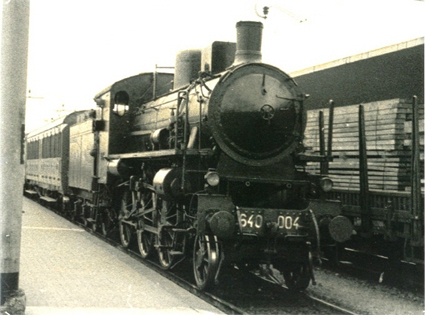
이탈리아 FS 640 증기 기관차

총 2,064 km (1,283 mi)의 철도가 운영 중이었다.
교황령의 노선은 아직 건설 중이었으며, 시칠리아는 1863년에 최초의 짧은 철도(팔레르모-바게리아)를 갖게 되었다. 1870년에는 교황령의 마지막 잔재도 이탈리아에 합병되었다. 여기에는 로마에서 프라스카티, 치비타베키아, 테르니, 카시노(벨레트리 경유)까지의 철도 연결이 포함되었다. 1872년 이탈리아에는 약 7,000 km (4,300 mi)의 철도가 있었다. 통일 후, 새로운 노선 건설이 활성화되었다. 1875년, 오르테-오르비에토 구간이 완공되면서 피렌체-로마 직통 노선이 완공되어 폴리뇨-테론톨라를 지나는 기존 노선의 이동 시간이 단축되었다. 2011년 현재, 이탈리아 철도 시스템은 총 길이 24,227 km (15,054 mi)로 이탈리아 인프라의 가장 중요한 부분 중 하나이다.

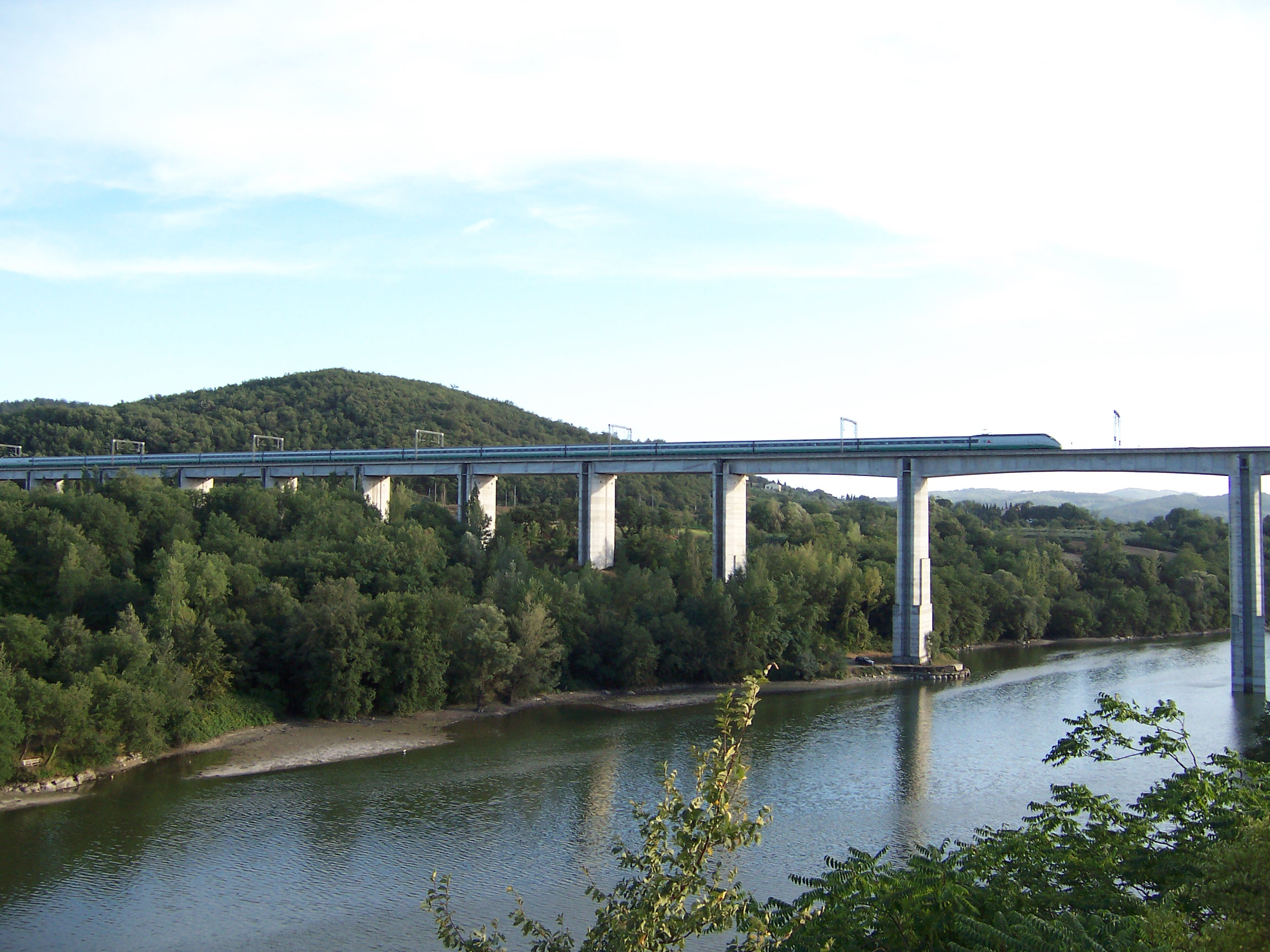
이탈리아 아레초 근처 피렌체-로마 고속철도에서 운행되는 이탈리아 ETR 500 열차, 유럽 최초의 고속철도.

1960년대, FS는 고속철도를 위한 혁신적인 프로젝트를 시작했다. E.444 기관차는 200 km/h (125 mph)에 도달할 수 있는 최초의 표준 기관차였으며, ALe 601 EMU는 시험 중 240 km/h (150 mph)의 속도에 도달했다. ETR 220, ETR 250, ETR 300과 같은 다른 EMU도 200 km/h (125 mph)까지의 속도를 위해 업데이트되었다. 차량의 제동 시스템은 증가된 주행 속도에 맞게 업데이트되었다.
1970년 6월 25일, 피렌체-로마 고속철도 건설이 시작되었다. 이 노선은 1977년 2월 24일에 절반 이상이 개통되면서 유럽에서 최초로 개통된 고속철도 노선이 되었다. 여기에는 당시 유럽에서 가장 길었던 5.375 km (3.340 mi)의 파리아강 교량이 포함되었다. 그러나 이 프로젝트는 1990년대 초에야 비로소 완료되었다.

#### 네덜란드
네덜란드의 철도운송은 1839년 9월 20일 드 아렌드 기관차가 견인한 첫 열차가 암스테르담에서 하를럼까지 16km를 성공적으로 운행했을 때 시작된 것으로 일반적으로 간주된다. 그러나 네덜란드에서 철도에 대한 첫 계획은 영국에서 첫 철도가 개통된 직후에 시작되었다.
네덜란드 철도 운송의 역사는 여섯 시기로 나눌 수 있다.
- 1839년까지의 시기 –  철도에 대한 첫 계획이 수립되었다.
- 1840년–1860년 –  철도가 초기 확장을 경험했다.
- 1860년–1890년 –  정부가 새로운 노선 건설을 명령하기 시작했다.
- 1890년–1938년 –  다른 철도들이 두 개의 큰 철도로 통합되었다.
- 1938년–1992년 –  네덜란드 철도가 철도 운송에 대한 독점권을 부여받았다.
- 1992년–현재 –  네덜란드 철도가 독점권을 잃었다.

#### 폴란드
폴란드는 1918년에 폴란드 제2공화국으로 독일 제국, 오스트리아-헝가리, 러시아 제국으로부터 독립을 되찾았다.
최초의 폴란드 기관차 Ok22 (시속 100km)는 1923년에 운행을 시작했다.
수입된 전기 기관차 잉글리시 일렉트릭 EL.100 (시속 100km)은 1936년부터 바르샤바에서 사용되었다.
새로운 폴란드 기관차 Pm36-1 (시속 140km)은 1937년 파리 파리 세계 박람회에서 전시되었다.
새로운 폴란드 전기 기관차 EP09 (시속 160km)는 1977년에 설계되었으며, 1987년에 바르샤바와 크라쿠프를 연결하는 정규 운행을 시작했다.
2014년 12월 14일, PKP 인터시티의 알스톰제 신형 펜돌리노 열차가 '익스프레스 인터시티 프리미엄'이라는 이름으로 CMK선 (크라쿠프와 카토비체에서 바르샤바까지의 224km 노선)에서 정기 운행을 시작했으며, 열차는 정기 운행으로 시속 200km (124마일)에 도달했다.

#### 러시아

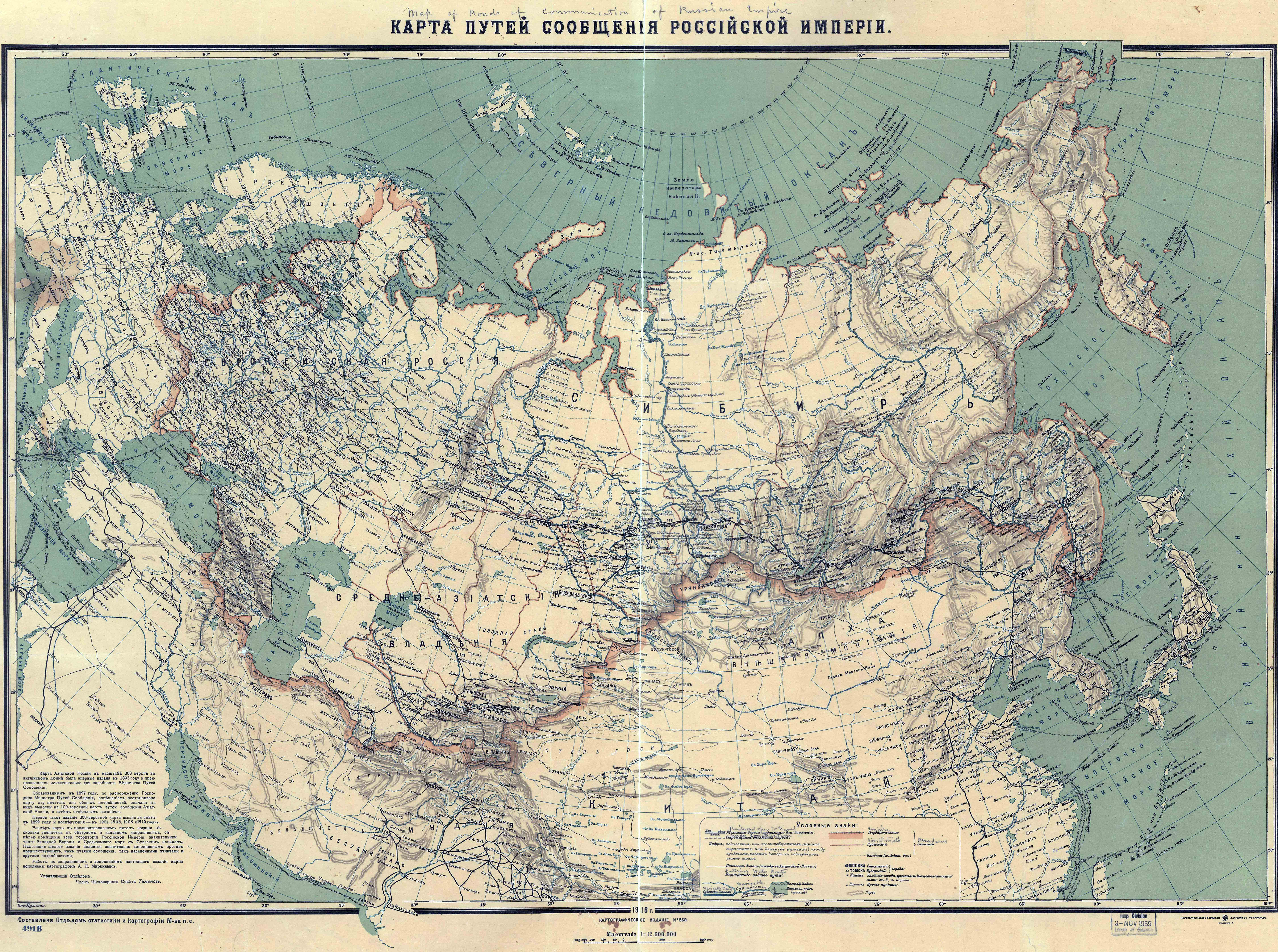
1916년 러시아 철도 지도

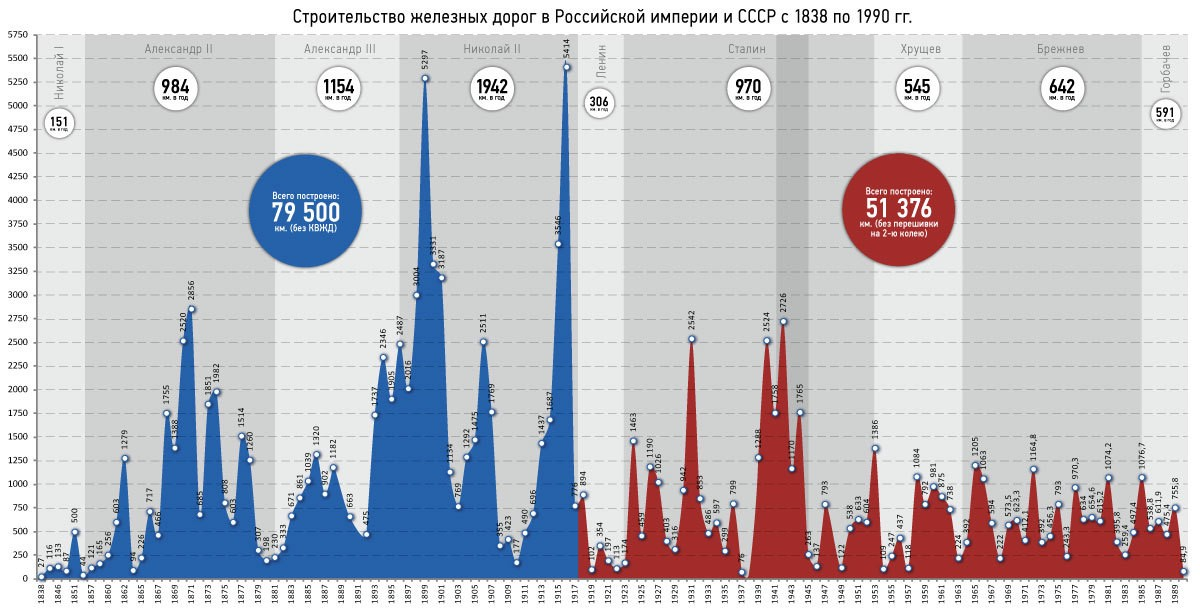
1837년부터 1989년까지 러시아 철도 건설 연도별 현황

1830년대 초, 러시아의 발명가인 체레파노프 부자는 최초의 러시아 증기 기관차를 제작했다. 러시아 최초의 철도 노선은 1837년 상트페테르부르크와 차르스코예 셀로 사이에 건설되었다. 이 노선은 27km 길이였으며, 차르스코예 셀로와 파블롭스크의 제국 궁전을 연결했다. 궤간은 6 피트 (1.8 미터)였다. 러시아는 광대한 운송 시스템이 필요했고, 길고 평평한 토지와 비교적 간단한 토지 취득으로 철도 건설에 지리적으로 적합했다. 그러나 시대에 뒤떨어진 정치 상황과 자본 부족으로 어려움을 겪었다. 외국의 주도와 자본이 필요했다. 미국의 기술이 철도 건설을 러시아로 가져왔다. 1842년, 러시아 최초의 중요한 철도 건설 계획이 시작되었는데, 이는 모스크바와 상트페테르부르크를 연결했다.

#### 스페인

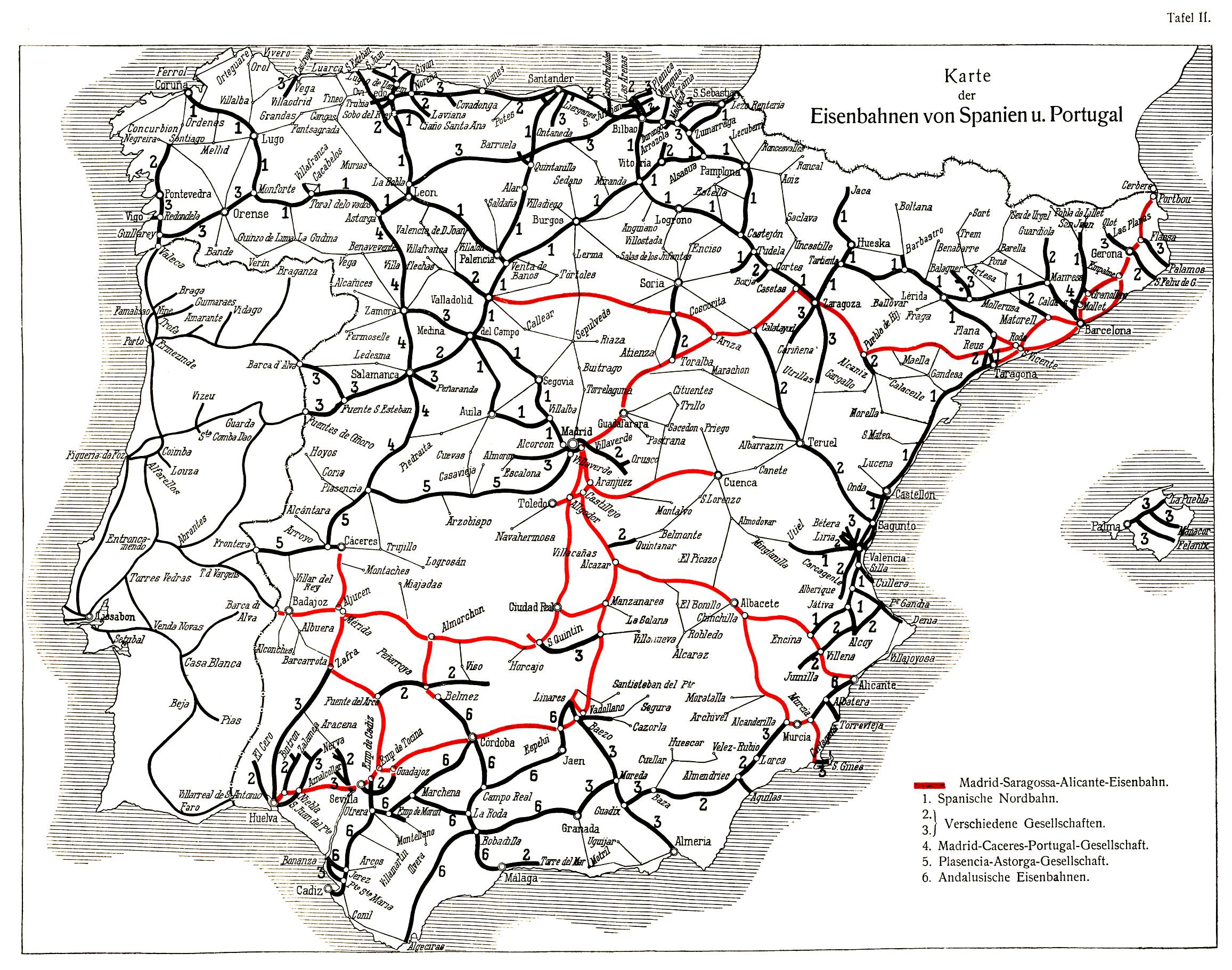
이베리아반도 철도 지도 (1921년)

당시 스페인 식민지였던 쿠바는 1837년 첫 철도 노선을 건설했다. 반도 스페인의 철도 운송 역사는 1848년 바르셀로나와 마타로 사이에 철도 노선이 건설되면서 시작된다. 1852년에는 최초의 협궤 노선이 건설되었다. 1863년에는 포르투갈 국경에 노선이 도달했다. 1864년에는 마드리드-이룬 노선이 개통되었고, 프랑스 국경에 도달했다.

### 북미

#### 캐나다

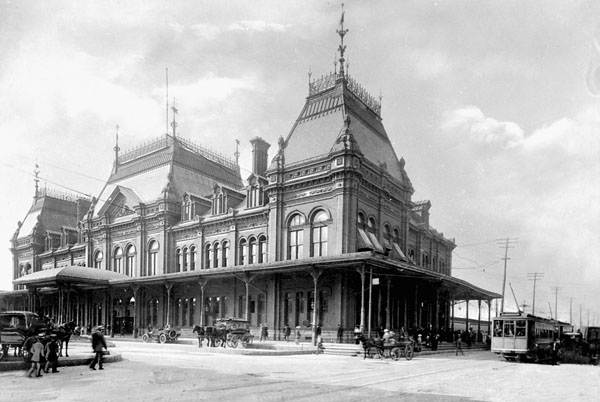
그랜드 트렁크 철도 보나벤처역, 몬트리올, 1900년대

캐나다 최초의 철도는 노바스코샤주 루이스버그의 프랑스 요새 건설에 사용되었다고 알려진 목재 철도였다.
캐나다 최초의 철도인 챔플레인-세인트로렌스 철도는 1836년 몬트리올 외곽에 개통되었는데, 이는 강 교통을 연결하는 계절성 포테이지 철도였다. 이어서 1840년 노바스코샤주 스텔라톤의 앨비언 철도가 뒤를 이었는데, 이는 탄광을 항구와 연결하는 석탄 철도였다. 캐나다에서는 국가 정부가 정치적 목표를 위해 철도 건설을 강력히 지지했다. 첫째, 멀리 떨어진 주들을 통합하고, 둘째, 캐나다 내부 무역을 극대화하고 미국과의 무역을 최소화하여 경제적 위성이 되는 것을 피하고자 했다. 그랜드 트렁크 철도는 1853년 토론토와 몬트리올을 연결했고, 이어서 메인주 포틀랜드(얼지 않는 항구)와 미시간, 시카고로 이어지는 노선을 개통했다. 1870년에는 세계에서 가장 긴 철도였다. 1876년에 완공된 인터콜로니얼 철도는 해양 주들을 퀘벡주와 온타리오주에 연결하여 새로운 연방에 편입시켰다.
몬트리올의 영국계 기업가들은 미국으로 직통 노선을 모색하고 해양 주들과의 연결을 기피했으며, 태평양을 향하는 미국 철도 노선과 경쟁하는 것을 목표로 삼았다. 조지프 하우, 찰스 터퍼 및 기타 노바스코샤 지도자들은 영국 유산을 중심으로 한 "문명화 사명"이라는 수사를 사용했는데, 이는 대서양 중심의 철도 프로젝트가 핼리팩스를 런던과 연결된 주간 철도 시스템의 동부 종점으로 만들겠다고 약속했기 때문이었다. 뉴브런즈윅의 가장 열렬한 철도 홍보가인 레너드 틸리는 "경제적 진보"를 옹호하며, 대서양 캐나다인들이 지역 시장을 넘어 영향력을 확대하려면 가능한 한 가장 비용 효율적인 운송 연결을 추구해야 한다고 강조했다. 캐나다와의 주간 연결과 메인 주 및 그 너머의 더 큰 미국 시장으로의 서부 확장을 옹호하면서, 뉴브런즈윅 기업가들은 미국과의 연결을 우선시하고, 핼리팩스와의 연결을 두 번째로, 캐나다 중심부로의 노선을 마지막으로 삼았다. 따라서 몬트리올, 핼리팩스, 세인트존 간의 대도시 경쟁은 캐나다가 자본 자원이 부족하고 시스템이 수익을 내기에는 화물 및 여객 교통량이 너무 적음에도 불구하고 다른 어떤 산업화된 국가보다 1인당 더 많은 철도 노선을 건설하게 만들었다.
덴 오터(1997)는 캐나다가 공격적인 미국인들의 합병 계획을 두려워했기 때문에 대륙 횡단 철도를 건설했다는 대중적인 가정을 부정한다. 대신 캐나다는 대륙의 부를 차지하기 위한 경쟁에서 미국을 능가하기를 바랐기 때문에 철도를 과도하게 건설했다. 캐나다는 보다 현실적인 해양 주 기반의 런던 중심 연결을 경시하고 서부의 농지와 광물에 대한 유토피아적 전망으로 눈을 돌렸다. 그 결과는 남북 간의 긴밀한 유대였으며, 그랜드 트렁크 철도의 미국 중서부 확장으로 상징되었다. 이러한 경제적 연결은 두 나라 간의 무역, 상업 및 아이디어의 흐름을 촉진하여 1880년까지 캐나다를 북미 경제 및 문화에 통합시켰다. 19세기 후반에 약 70만 명의 캐나다인이 미국으로 이주했다. 미국 국경과 평행하게 건설된 캐나다 태평양 철도는 영국령 캐나다와의 중요한 연결 고리를 열었고 대초원 지역의 정착을 촉진했다. CP는 제임스 제롬 힐의 미국 철도와 제휴하여 남부와 더 많은 연결을 열었다. 수천 명의 미국인들이 자신들의 개척 시대가 끝난 후 대초원 지역으로 이주했기 때문에 이러한 연결은 양방향이었다.
서해안까지 두 개의 추가 대륙 횡단 노선이 건설되었는데—총 세 개—이는 교통량이 감당할 수 있는 수준을 훨씬 넘어섰고, 시스템을 단순히 너무 비싸게 만들었다. 차례로 연방 정부는 노선을 인수하고 그 적자를 감당해야 했다. 1923년, 정부는 그랜드 트렁크, 그랜드 트렁크 태평양, 캐나다 노던, 내셔널 트랜스콘티넨탈 노선을 새로운 캐나다 국영 철도 시스템으로 합병했다. 대부분의 장비가 영국이나 미국에서 수입되었고, 운송된 대부분의 제품이 농장, 광산 또는 산림에서 나왔기 때문에 국내 제조업에 대한 자극은 거의 없었다. 반면에 철도는 대초원 지역의 밀 생산지 성장과 석탄 채굴, 벌목, 제지업 확장에 필수적이었다. 세인트로렌스 수로 시스템 개선은 계속해서 빠르게 진행되었고, 많은 짧은 노선들이 강 항구로 건설되었다.

#### 미국

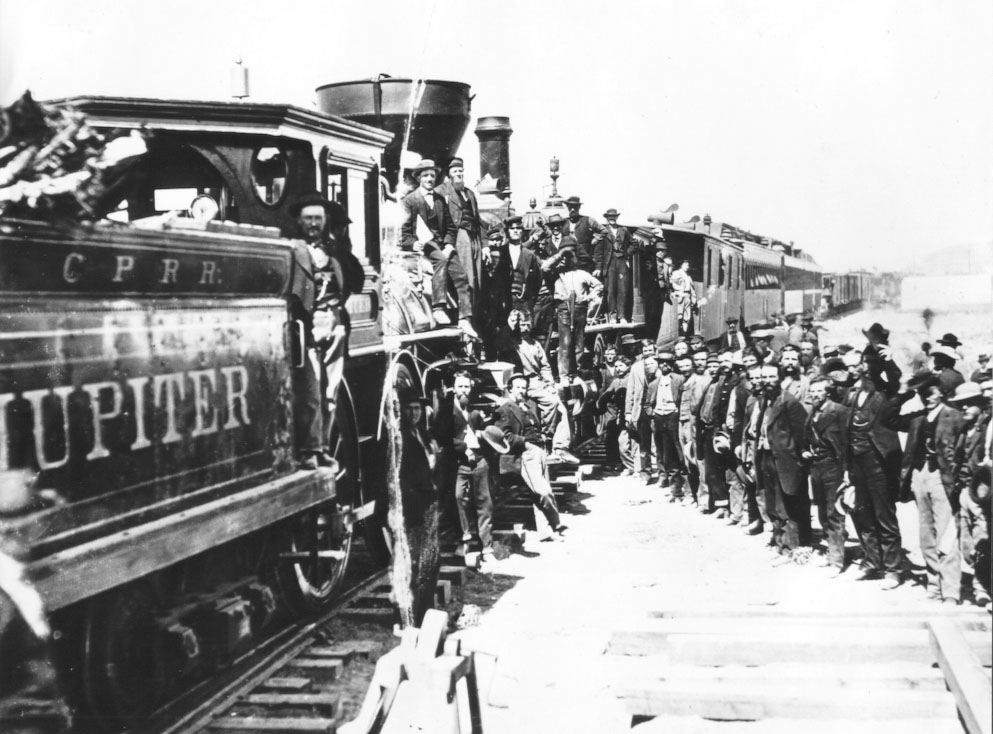
최초의 대륙횡단철도는 1869년에 완공되었다.

##### 개요
철도는 미국의 발전에 큰 역할을 했다. 북동부 산업 혁명기인 1810년~1850년부터 서부 개척기인 1850년~1890년까지 이어진다. 미국 철도 붐은 1828년 볼티모어-오하이오 철도와 함께 시작되었고, 1873년 공황으로 많은 회사가 파산하고 일시적으로 성장이 중단될 때까지 번성했다.
철도는 운송 속도를 높일 뿐만 아니라 비용도 크게 절감했다. 예를 들어, 최초의 대륙횡단철도 덕분에 승객과 화물은 몇 달이 걸리던 대륙 횡단을 며칠 만에, 역마차나 마차 운송 비용의 10분의 1로 할 수 있게 되었다. 서부(이전에는 "위대한 미국 사막"이라고 불렸다)에서 경제적인 운송이 가능해지면서 농업, 목축업, 광업이 수익을 낼 수 있게 되었다. 그 결과, 철도는 특히 서부(항해 가능한 강이 거의 없었다)를 변화시켰다.
남부도 일찍 철도 건설을 시작했지만, 주로 면화 생산 지역을 해상 또는 강 항구와 연결하는 단거리 노선에 집중했으며, 상호 연결된 네트워크의 부재는 남북 전쟁 동안 큰 약점으로 작용했다. 북부와 중서부는 1860년까지 모든 도시를 연결하는 네트워크를 건설했다. 인구 밀도가 높은 중서부 콘 벨트에서는 농가의 80% 이상이 철도에서 10마일 이내에 위치하여 곡물, 돼지, 소를 국내 및 국제 시장으로 운송하는 데 용이했다. 수많은 단거리 노선이 건설되었지만, 월가에 기반을 둔 빠르게 발전하는 금융 시스템과 철도 채권 중심 덕분에 1890년까지 대부분의 노선이 20개의 간선 노선으로 통합되었다. 주 및 지방 정부는 종종 노선에 보조금을 지급했지만, 직접 소유하는 경우는 드물었다.
시스템은 1910년까지 거의 완성되었지만, 그 이후 트럭이 화물 운송량을 잠식하고 자동차(나중에는 비행기)가 여객 운송량을 삼켜버렸다. 1940년 이후 디젤 전기 기관차의 사용은 도로와 수리점에서 더 적은 인력을 필요로 하는 훨씬 더 효율적인 운영을 가능하게 했다.

##### 마일리지
총 연장 거리는 1916년에 254,000 마일 (409,000 km)로 정점을 찍었으며, 2009년에는 140,000 마일 (230,000 km)로 감소했다.
1830년에는 석탄 및 화강암 광산과 연결된 짧은 노선으로 약 75 마일 (121 km)의 철도 선로가 있었다. 이후 철도 노선은 빠르게 확장되었다. 10년 후인 1840년에는 철도가 2,800 마일 (4,500 km)로 증가했다. 1860년 남북 전쟁 직전에는 길이가 29,000 마일 (47,000 km)에 달했으며, 대부분 북부에 있었다. 남부는 훨씬 적은 선로를 가지고 있었고, 주로 면화를 강이나 해양 항구로 짧은 거리를 이동시키는 데 초점을 맞추었다. 남부 철도는 전쟁 중에 파괴되었지만 곧 재건되었다. 1890년까지 전국 시스템은 164,000 마일 (264,000 km)로 사실상 완성되었다.
| 지역별 누적 철도 마일리지 |       |          |          |           |           |           |            |
| | 1830  | 1840     | 1850     | 1860      | 1870      | 1880      | 1890       |
| --- | ----- | -------- | -------- | --------- | --------- | --------- | ---------- |
| 메인주, 뉴햄프셔주, 버몬트주, 매사추세츠주, 로드아일랜드주, 코네티컷주 | 29.80 | 513.34   | 2,595.57 | 3,644.24  | 4,326.73  | 5,888.09  | 6,718.19   |
| 뉴욕주, 펜실베이니아주, 오하이오주, 미시간주, 인디애나주, 메릴랜드주, 델라웨어주, 뉴저지주, 워싱턴 D.C.                                                                                          |       | 1,483.76 | 3,740.36 | 11,927.21 | 18,291.93 | 28,154.73 | 40,825.60  |
| 버지니아주, 웨스트버지니아주, 켄터키주, 테네시주, 미시시피주, 앨라배마주, 조지아주, 플로리다주, 노스캐롤라이나주, 사우스캐롤라이나주                                                             | 10.00 | 737.33   | 2,082.07 | 7,907.79  | 10,609.60 | 14,458.33 | 27,833.15  |
| 일리노이주, 아이오와주, 위스콘신주, 미주리주, 미네소타주 |       |          | 46.48    | 4,951.47  | 11,030.85 | 22,212.98 | 35,579.80  |
| 루이지애나주, 아칸소주, 오클라호마주 (인디언) 영토 |       | 20.75    | 107.00   | 250.23    | 331.23    | 1,621.11  | 5,153.91   |
| (영토)노스다코타주/사우스다코타주, 뉴멕시코주, 와이오밍주, 몬태나주, 아이다호주, 유타주, 애리조나주, 워싱턴주 (주)네브래스카주, 캔자스주, 텍사스주, 콜로라도주, 캘리포니아주, 네바다주, 오리건주 |       |          |          | 238.85    | 4,577.99  | 15,466.18 | 47,451.47  |
| 미국 총계 | 39.80 | 2,755.18 | 8,571.48 | 28,919.79 | 49,168.33 | 87,801.42 | 163,562.12 |

1869년, 상징적으로 중요한 대륙횡단철도가 유타주 오그던 근처에서 황금 스파이크를 박으며 미국에서 완공되었다.

### 라틴 아메리카

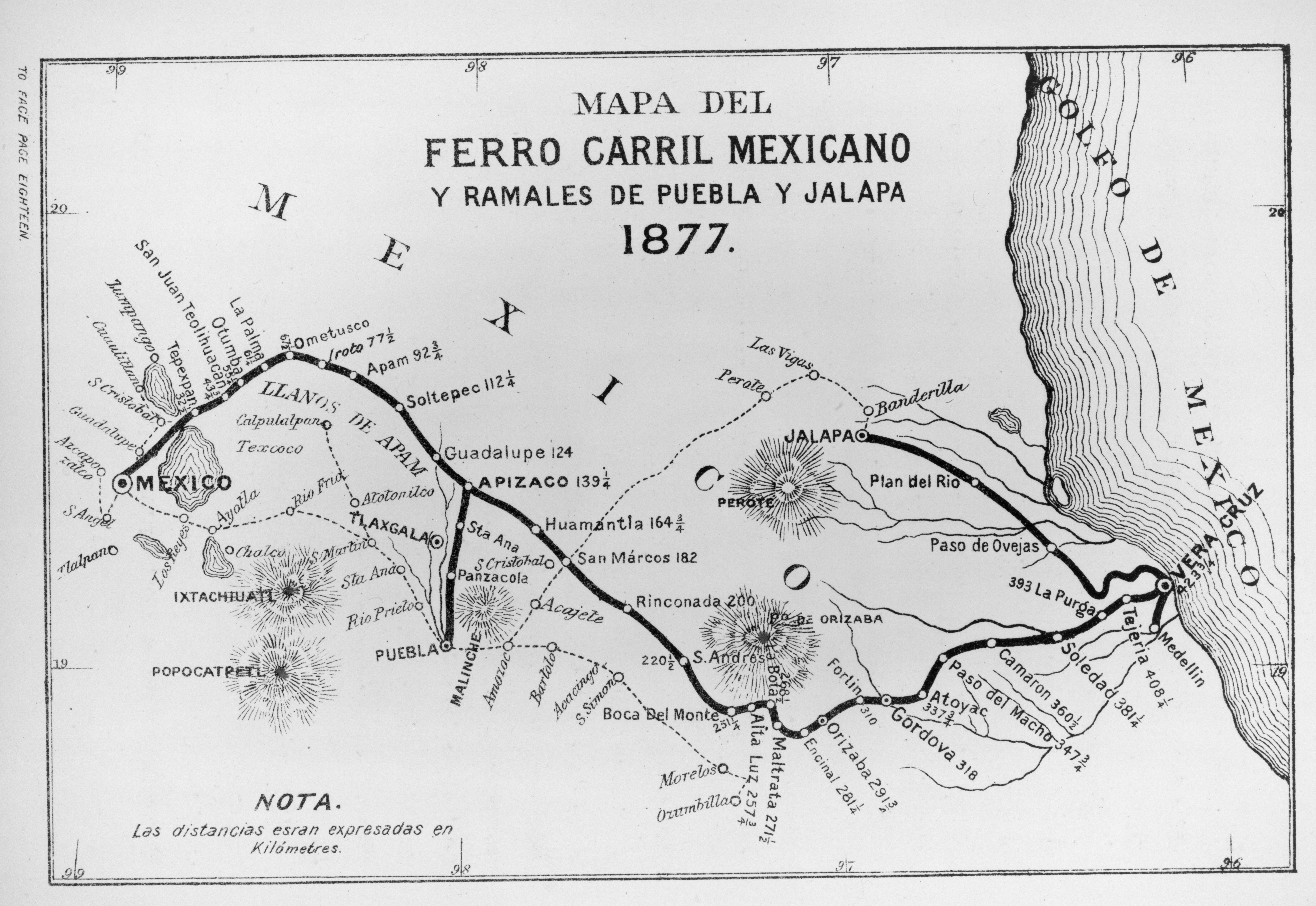
베라크루스-멕시코시티 간 멕시코 최초의 철도 노선 지도

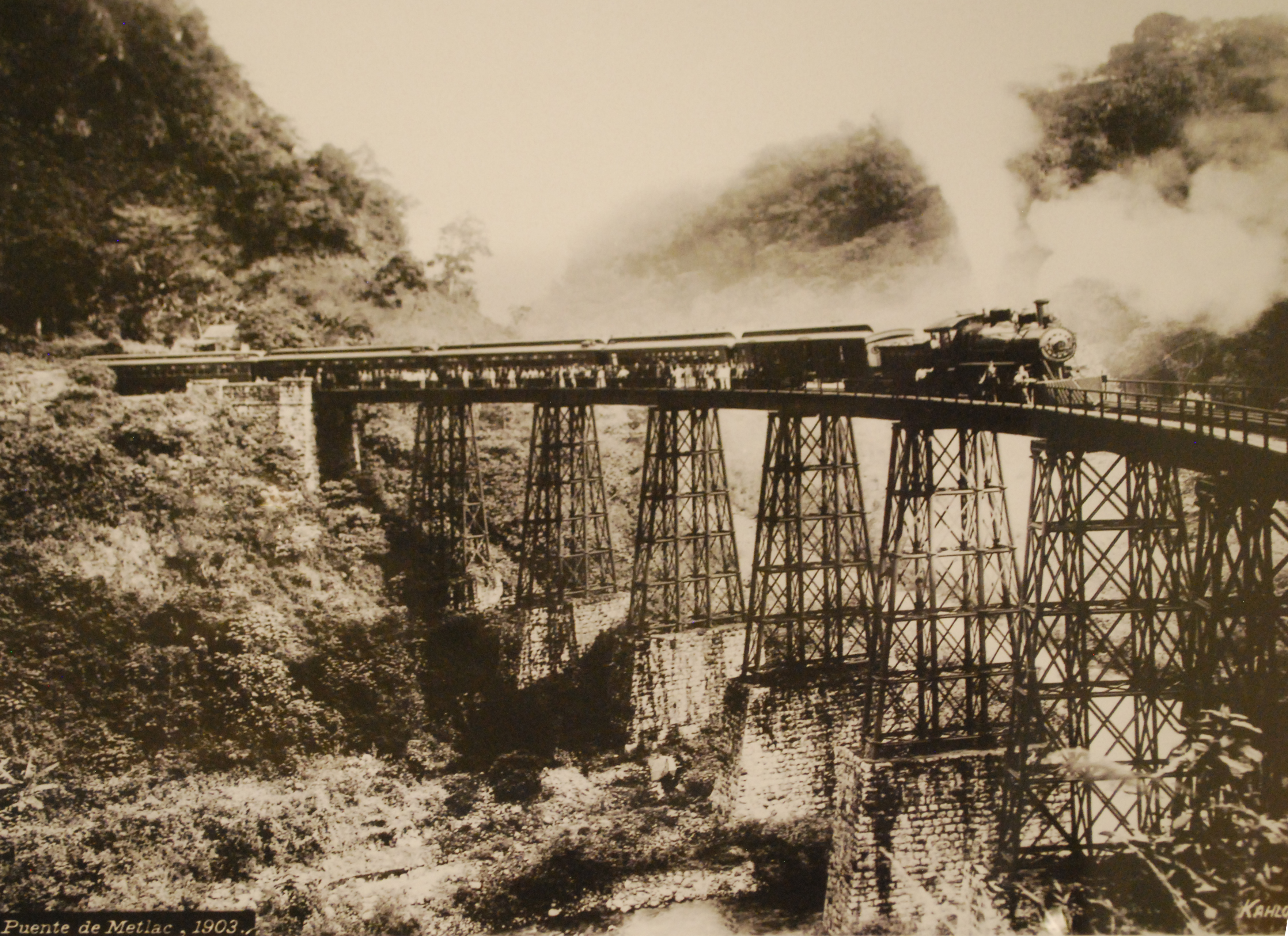
멕시코 철도 교량, 지리적 장벽을 극복하고 효율적인 물류 및 인적 이동을 가능하게 한 공학의 예시.

19세기 후반에서 20세기 초반 라틴 아메리카에서 철도는 특히 농업 지역을 수출 중심 항구와 연결하는 등 라틴 아메리카 경제 현대화 초기 단계에서 중요한 요소였다. 1870년 이후 라틴 아메리카 정부는 건설에 대한 정부 보조금을 포함한 관대한 양보를 통해 추가 철도 개발을 장려했다. 철도 건설은 경제적, 정치적, 사회적 영향을 조사하는 상당한 학술 연구의 주제이다. 철도는 19세기 후반부터 라틴 아메리카의 많은 지역을 변화시켰다. "1차 상품 수출 증가, 자본재 수입 증가, 해외 투자에서 직접적이고 간접적으로 파생되는 활동의 확장, 생산량에서 제조업이 차지하는 비중 증가, 그리고 경제 활동의 속도와 범위의 전반적인 증가는 모두 해당 지역의 인프라 개발 시기와 특성과 밀접하게 관련되어 있었다."
철도 노선 건설 속도는 일정하지 않았지만, 1870년까지 철도 노선 건설이 진행 중이었으며, 쿠바가 가장 큰 철도 선로(1,295km)를 보유했으며, 칠레(797km), 브라질(744km), 아르헨티나(732km), 페루(669km), 멕시코(417km)가 그 뒤를 이었다. 1900년까지 아르헨티나(16,563km), 브라질(15,316km), 멕시코(13,615km)가 선로 길이에서 선두를 차지했으며, 초기 철도 건설의 선두 주자였던 페루는 침체되었다(1,790km). 멕시코에서는 고조되는 민족주의 열풍으로 인해 1909년 정부가 국영 기업인 멕시코 국영 철도 (FNM)를 통해 대부분의 국영 철도를 국가 통제 하에 두게 되었는데, 이는 지분 소유의 다수를 통해 주요 간선 철도 노선을 통제하는 것이었다.

### 아시아

#### 인도

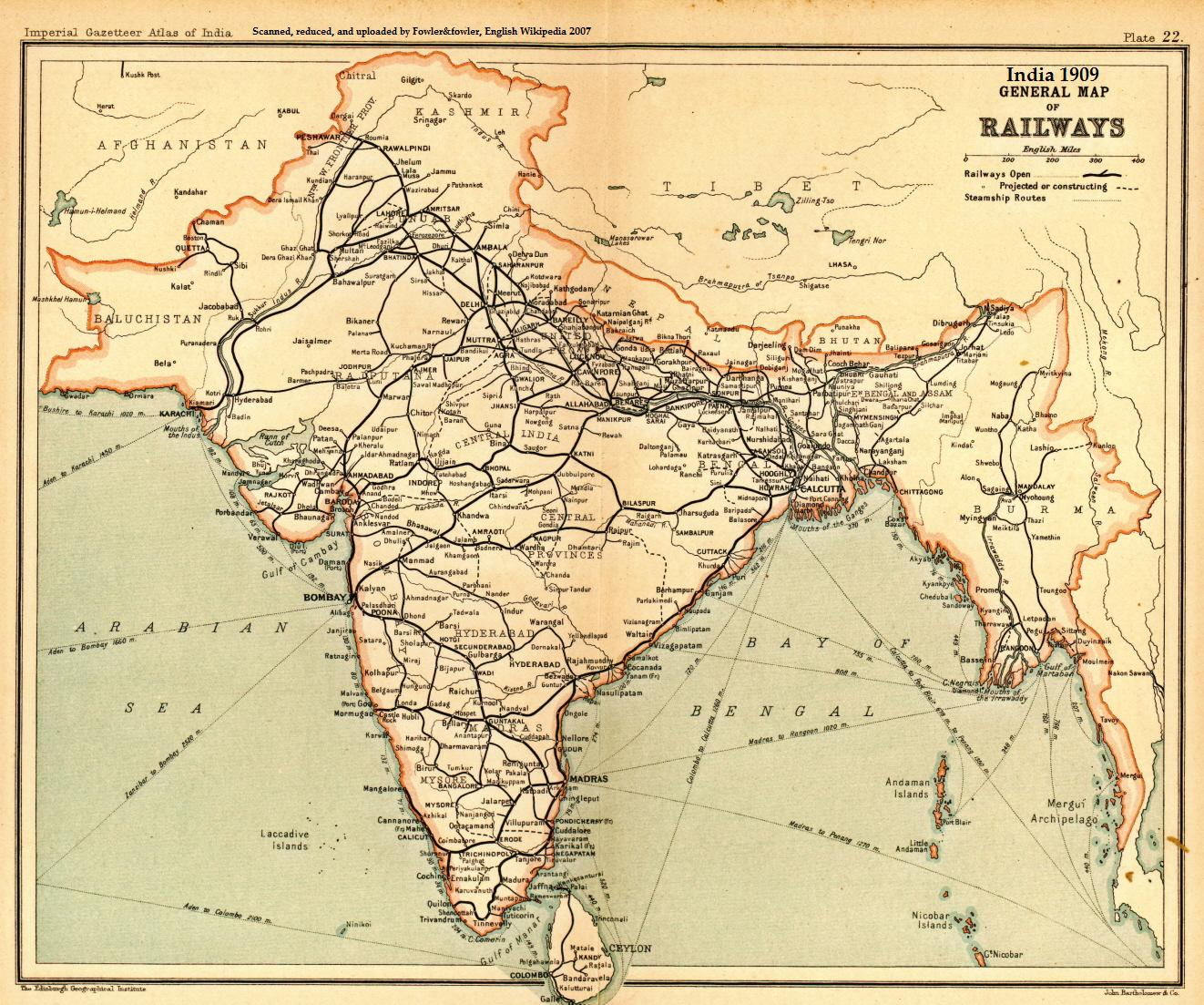
1909년 인도 철도 지도

인도의 철도에 대한 최초 제안은 1832년 마드라스에서 이루어졌다. 인도 최초의 열차는 1837년 레드 힐스에서 친타드리페트 다리까지 마드라스에서 운행했다. 이 열차는 레드 힐 철도라고 불렸다. 윌리엄 에이버리가 제작한 회전 증기 기관 기관차에 의해 견인되었다. 아서 코튼 경이 건설했다. 주로 마드라스에서 도로 건설용 화강암을 운반하는 데 사용되었다. 1845년, 라자문드리의 다울레스와람에 철도가 건설되었다. 이 철도는 고다바리 댐 건설 철도라고 불렸다. 이 역시 아서 코튼이 건설했다. 고다바리강 위에 댐을 건설하기 위한 건설 자재를 공급하는 데 사용되었다.
1845년 5월 8일, 마드라스 철도가 설립되었다. 같은 해, 동인도 철도 회사가 설립되었다. 1849년 8월 1일, 그레이트 인디언 페닌슐라 철도 (GIPR)가 설립되었다. 1851년, 루르키에 철도가 건설되었다. 이 철도는 솔라니 수로 철도라고 불렸다. 영국인 장교의 이름을 딴 토마슨이라는 증기 기관차에 의해 견인되었다. 솔라니 강 위에 수로교 건설을 위한 건설 자재를 운반하는 데 사용되었다. 1852년, "마드라스 개런티 철도 회사"가 설립되었다.
인도 최초의 여객 열차는 1853년 4월 16일 뭄바이 (보리 분더)와 타네 사이에서 운행되었다. 14량짜리 열차는 사히브, 신드, 술탄 세 대의 증기 기관차에 의해 견인되었다. 이 두 도시 사이 약 34km를 운행하며 400명을 수송했다. 이 노선은 GIPR이 건설하고 운영했다. 이 철도 노선은 1,676 mm (5 ft 6 in) 광궤로 건설되었으며, 이는 국내 철도의 표준이 되었다. 동인도 최초의 여객 철도 열차는 1854년 8월 15일 콜카타 근처의 하우라에서 후글리까지 24마일 거리를 운행했다. 이 노선은 EIR이 건설하고 운영했다. 남인도 최초의 여객 열차는 1856년 7월 1일 로야푸람 / 베이야사라파디 (마드라스)에서 아르콧의 왈라자 로드까지 60마일 거리를 운행했다. 이 노선은 마드라스 철도가 건설하고 운영했다. 1873년 2월 24일, 최초의 트램웨이 (마차철도)가 콜카타의 시알다와 아르메니안 가트 스트리트 사이 3.8km 구간에서 개통되었다.

#### 이란
이란의 철도 역사는 1887년 테헤란과 샤흐레레이 사이에 약 20km 길이의 철도가 건설되면서 시작된다. 이후 많은 짧은 철도들이 건설되었지만, 주요 철도인 이란 횡단 철도는 1927년에 시작되어 1938년에 페르시아만과 카스피해를 연결하며 운영되었다.

#### 일본
1867년 일본에서는 에도 막부와 그 봉건 제도가 종식되고 메이지 시대가 시작되면서 서구 문화와 기술을 적극적으로 도입하기 시작했다. 1872년, 일본 철도성에 의해 도쿄도 신바시와 요코하마시를 잇는 일본 최초의 철도가 개통되었다. 최초의 증기 기관차 10대는 영국의 애본사이드, 뒙스, 샤프 스튜어트, 벌컨, 요크셔 회사에 주문되었다. 이후 일본에서 제조되기 전까지 수많은 기관차와 궤도차가 영국, 미국, 독일에 주문되었다. 당시 일본 철도성은 건설 비용을 고려하여 표준궤 (1,435mm) 대신 협궤 (1,067mm)를 채택했으며, 현재까지도 협궤가 주로 채택되어 "일본의 표준궤"라고 불린다. 1874년, 일본 철도성에 의해 오사카시와 고베시를 잇는 두 번째 철도가 개통되었다. 이어서 홋카이도, 도호쿠 지방, 간토 지방, 주부 지방, 긴키 지방, 주고쿠 지방, 시코쿠, 규슈 지역 전역에 걸쳐 일본 철도성과 많은 민간 회사에 의해 철도가 확산되었다. 1895년, 교토 전기 철도에 의해 교토시에서 일본 최초의 전기 철도이자 최초의 전기 노면 전차가 개통되었으며, 최초의 노면전차는 미국 J. G. 브릴에 주문된 것으로 보인다. 1923년, 시즈오카현의 호리노우치 철도 회사에 의해 독일 도이츠에서 제작된 최초의 디젤 기관차가 주문되었다. 1927년, 도쿄 지하철에 의해 도쿄 우에노와 아사쿠사를 잇는 최초의 지하철이 개통되었으며, 전기 철도 차량은 닛폰차량제조에 1000형으로 주문되었다. 그리고 1928년, 니가타현의 나가오카 철도를 위해 MAN AG의 디젤 엔진을 장착한 최초의 디젤 철도 차량이 아메미야 제조에 의해 주문 및 제조되었다. 제2차 세계 대전으로 인해 일본도 막대한 피해를 입었지만, 재건을 이뤄냈다. 1964년, 일본국유철도에 의해 세계 최초의 전기 고속철도인 도카이도 신칸센 (표준궤)이 도쿄와 오사카 사이에 개통되었다. 최초의 고속 열차는 가와사키 중공업, 닛폰차량제조, 히타치 제작소, 긴키 차량, 도큐 차량 제조 (현재 J-TREC)에 의해 신칸센 0계로 제조되었다. 오늘날, 히타치, 가와사키, 닛폰차량제조, 긴키 차량, J-TREC, 미쓰비시 중공업에 의해 전기, 배터리 전기, 전기 하이브리드, 전기-디젤, 디젤 기관차, 철도 차량, 고속 열차, AGTs가 제조되고 있으며, 전 세계에서 운행되고 있다.

#### 파키스탄
1847년에 최초의 철도 구상이 있었지만, 카라치에서 코트리까지 철도가 건설된 1861년까지는 실현되지 않았다. 그 이후로 철도 운송은 파키스탄에서 인기 있는 비독립 운송 수단이다.

#### 튀르키예

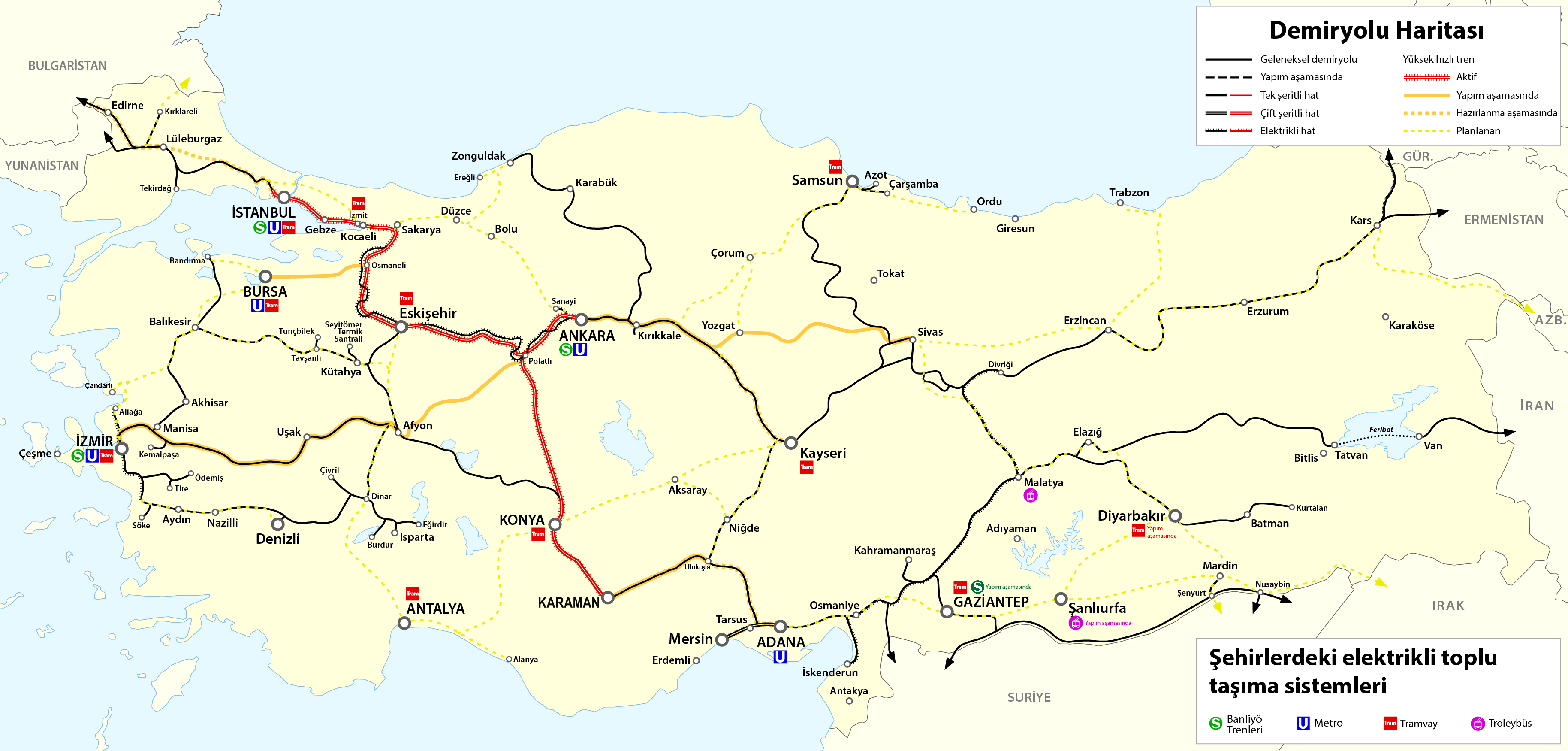
튀르키예의 철도 운송 지도

오스만 제국에 철도 기술은 1850년대에 도입되었으며, 제국 최초의 철도는 1854년 영국이 카이로와 알렉산드리아 사이에 건설했다. 튀르키예의 현대 국경 내에서 최초의 철도는 188년에 스미르나, 현대의 이즈미르에서 출발하여 개통되었다. 영국, 프랑스, 독일은 오스만 제국에서 철도 프로젝트 건설을 놓고 경쟁했다.

### 아프리카

#### 동아프리카
케냐의 몸바사 항구에서 우간다의 캄팔라까지 철도가 건설되었는데, 건설은 사람을 잡아먹는 사자의 존재로 인해 방해를 받았다.

#### 이집트

##### 1833년–1877년
로버트 스티븐슨 (1803–59)은 이집트 최초 철도의 엔지니어였다.
1833년, 무함마드 알리 파샤는 유럽과 인도 간 통행을 개선하기 위해 수에즈와 카이로 사이에 철도를 건설하는 것을 고려했다. 무함마드 알리는 철도를 구매하는 단계까지 진행했지만, 운하 건설에 관심이 있던 프랑스의 압력으로 프로젝트는 중단되었다.
C.F. 셰핀스가 1840년대에 카이로에서 수에즈 해까지 제안한 철도; 사이드 파샤의 국가 행사를 위해 와손 제조가 건설한 국가 마차. 1860년 이 회사에서 보낸 161개의 덜 화려한 철도 차량이 포함되어 있다.
무함마드 알리는 1848년에 사망했고, 1851년 그의 후계자인 아바스 1세는 로버트 스티븐슨과 계약하여 이집트 최초의 표준궤 철도를 건설했다. 지중해 연안의 알렉산드리아와 나일강 로제타 지류의 카프르 엘-자얏 사이의 첫 구간은 1854년에 개통되었다. 이는 아프리카와 중동뿐만 아니라 오스만 제국에서도 최초의 철도였다. 같은 해 아바스는 사망했고 사이드 파샤가 그 뒤를 이었는데, 그의 통치 기간에 카프르 엘-자얏과 카이로 사이의 구간이 1856년에 완공되었고, 이어서 1858년에는 카이로에서 수에즈까지 연장되었다. 이로써 페르디낭 드 레셉스가 수에즈 운하를 1869년에 완공하기 전까지 지중해와 인도양 사이의 최초의 현대적인 교통 연결이 완성되었다.

#### 나미비아 (남서아프리카)
독일 식민지 남서아프리카의 첫 철도는 월비스베이에서 북동쪽으로 18 킬로미터 (11 mi) 길이로 뻗어 스바코프문트와 빈트후크 사이의 기존 도로와 연결되는 노선이었다. 이 노선은 2 ft 6 in (762 mm) 궤간으로 건설되었으며 1898년에 개통되었다.

#### 모로코
모로코의 철도 운송은 1906년경부터 개발되었고, 이후 프랑스와 스페인의 보호령 시기에 발전했다. 처음에는 내륙 광산에서 항구로 천연 자원을 운송하는 수단으로 기능했다. 또한 식민지 군대를 이동시키는 데도 사용되었다.

## 같이 보기
- 분류:철도 운송 시간대
- 조지 브래드쇼, 철도 시간표의 창시자
- 존 블렌킨솝 (1783–1831), 발명가
- 매티아스 W. 볼드윈 (1795–1866), 제조업자
- 철도 운송의 연도 목록
- 북미의 가장 오래된 철도
- 철도 선로의 역사
- 철도 속도 기록
- 남아메리카 철도 회의
- 토머스 그레이 (1788년-1848년), 철도 옹호자, 1820년에 《일반 철제 철도에 대한 관찰》 1판을 출판.
- 철도 역사의 타임라인
- 노면전차의 역사

## 참고 자료
- Cameron, Rondo E. France and the Economic Development of Europe, 1800–1914: Conquests of Peace and Seeds of War (1961), pp. 304–227 covers France, Spain Russia and others
- Churella, Albert J. (1998). 《From Steam to Diesel: Managerial Customs and Organizational Capabilities in the Twentieth-Century American Locomotive Industry》. 프린스턴 (뉴저지주): 프린스턴 대학교 출판부. ISBN 978-0-691-02776-0.
- Coatsworth, John H. "Indispensable Railroads in a Backward Economy: The Case of Mexico", Journal of Economic History (1979) 39#4 pp. 939–960 in JSTOR
- Duffy, Michael C. Electric Railways: 1880-1990 (2003).
- Fraser, P. M. (1961), “The ΔΙΟΛΚΟΣ of Alexandria”, 《이집트 고고학 저널》 47: 134–138, doi:10.2307/3855873, JSTOR 3855873
- Fremdling, Rainer. "Railroadss and German Economic Growth: A Leading Sector Analysis with a Comparison to the United States and Great Britain", Journal of Economic History (1977) 37#3 pp. 583–604. in JSTOR
- Hadfield, C. and Skempton, A. W. William Jessop, Engineer (Newton Abbot 1979)
- 젠크스, 릴랜드 H. "Railroads as an Economic Force in American Development", The Journal of Economic History, vol. 4, no. 1 (May 1944), 1–20. in JSTOR
- Keys, C. M. (August 1914). 《Redrawing The Railroad Map of the World》. 《월드스 워크: 우리 시대의 역사》 XLIV. 414–425쪽. Includes maps of major rail lines on all continents c. 1914
- Lewis, M J T (1970). 《Early Wooden Railways》. London: Routledge Keegan Paul.
- Lewis, M. J. T., "Railways in the Greek and Roman world", in Guy, A. / Rees, J. (eds), Early Railways. A Selection of Papers from the First International Early Railways Conference (2001), pp. 8–19 (10–15)
- Misa, Thomas J. A Nation of Steel: The Making of Modern America, 1865–1925 (1995) chapter 1 'Dominance of Rails' online
- New, J R. (November 2004). 《400 years of English railways – Huntingdon Beaumont and the early years》. 《Backtrack》 18. 660–665쪽.
- Nock, O. S. ed. Encyclopedia of Railways (London, 1977), worldwide coverage, heavily illustrated
- O’Brien, Patrick. Railways and the Economic Development of Western Europe, 1830–1914 (1983)
- O'Brien, Patrick. The New Economic History of the Railways (Routledge, 2014)
- 옴라니, 비잔 Asia Overland: Tales of Travel on the Trans-Siberian and Silk Road Odyssey Publications, 2010 ISBN 962-217-811-1
- Otte, Thomas G. and Keith Neilson, eds. Railways and International Politics: Paths of Empire, 1848–1945 (Routledge, 2012) 11 essays by leading scholars
- Pinkepank, Jerry A. (1973). 《The Second Diesel Spotter's Guide》. 밀워키 WI: Kalmbach Books. ISBN 978-0-89024-026-7.
- Riley, C. J. The Encyclopedia of Trains & Locomotives (2002)
- Savage, Christopher and T. C. Barker. Economic History of Transport in Britain (Routledge, 2012)
- Schivelbusch, Wolfgang. The railway journey: the industrialization of time and space in the nineteenth century (Univ of California Press, 2014)
- Skelton, Oscar D. (1916). 《The Railway Builders》. Glasgow, Brook, & Company, Toronto.
- Stover, John. American Railways (2nd ed 1997)
- Clarke, Thomas Curtis (June 1888). 《The Building of a Railway》. 《Scribner's Magazine》 III. 642–670쪽. Includes numerous c. 1880 diagrams and illustrations
- 잭 심먼스 and Gordon Biddle (editors). The Oxford Companion to British Railway History: From 1603 to the 1990s (2nd ed 1999)
- Stover, John. The Routledge Historical Atlas of the American Railroads (2001)
- Summerhill, William R. "Big Social Savings in a Small Laggard Economy: Railroad-Led Growth in Brazil", Journal of Economic History (2005) 65#1 pp. 72–102 in JSTOR
- Wolmar, Christian. On the wrong line: How ideology and incompetence wrecked Britain's railways (Kemsing Publishing, 2005).
- Wolmar, Christian. Fire and steam: a new history of the railways in Britain (Atlantic Books, 2009).
- Wolmar, Christian. Engines of war: how wars were won & lost on the railways (PublicAffairs, 2010).
- Wolmar, Christian. Blood, iron, and gold: How the railroads transformed the world (Public Affairs, 2011).
- Wolmar, Christian. The great railroad revolution: The history of trains in America (PublicAffairs, 2012).
- Wolmar, Christian. The Iron Road: The Illustrated History of Railways (Dorling Kindersley, 2014).
- Wolmar, Christian. To the Edge of the World: The Story of the Trans-Siberian Express, the World's Greatest Railroad (PublicAffairs, 2014).
- Wolmar, Christian. Railways and the Raj: How the age of steam transformed India (Atlantic Books, 2017).

### 사학
- Hurd II, John and Ian J. Kerr, eds. India's railway history: a research handbook (Brill, 2012)
- Lee, Robert. "A Fractious Federation: Patterns in Australian Railway Historiography." Mobility in History(2013) 4#1 pp. 149–158
- McDonald, Kate. "Asymmetrical Integration: Lessons from a Railway Empire." Technology and Culture (2015) 56#1 pp. 115–149
- Pathak, Dev N. "Marian Aguiar, Tracking Modernity: India’s Railway and the Culture of Mobility." South Asia: Journal of South Asian Studies (2012) 35#4 pp. 900–901
- Salerno, Elena. "The Historiography of Railways in Argentina: Between Foreign Investment, Nationalism and Liberalism." Mobility in History (2014) 5#1 pp. 105–120